# Edmontosaurus

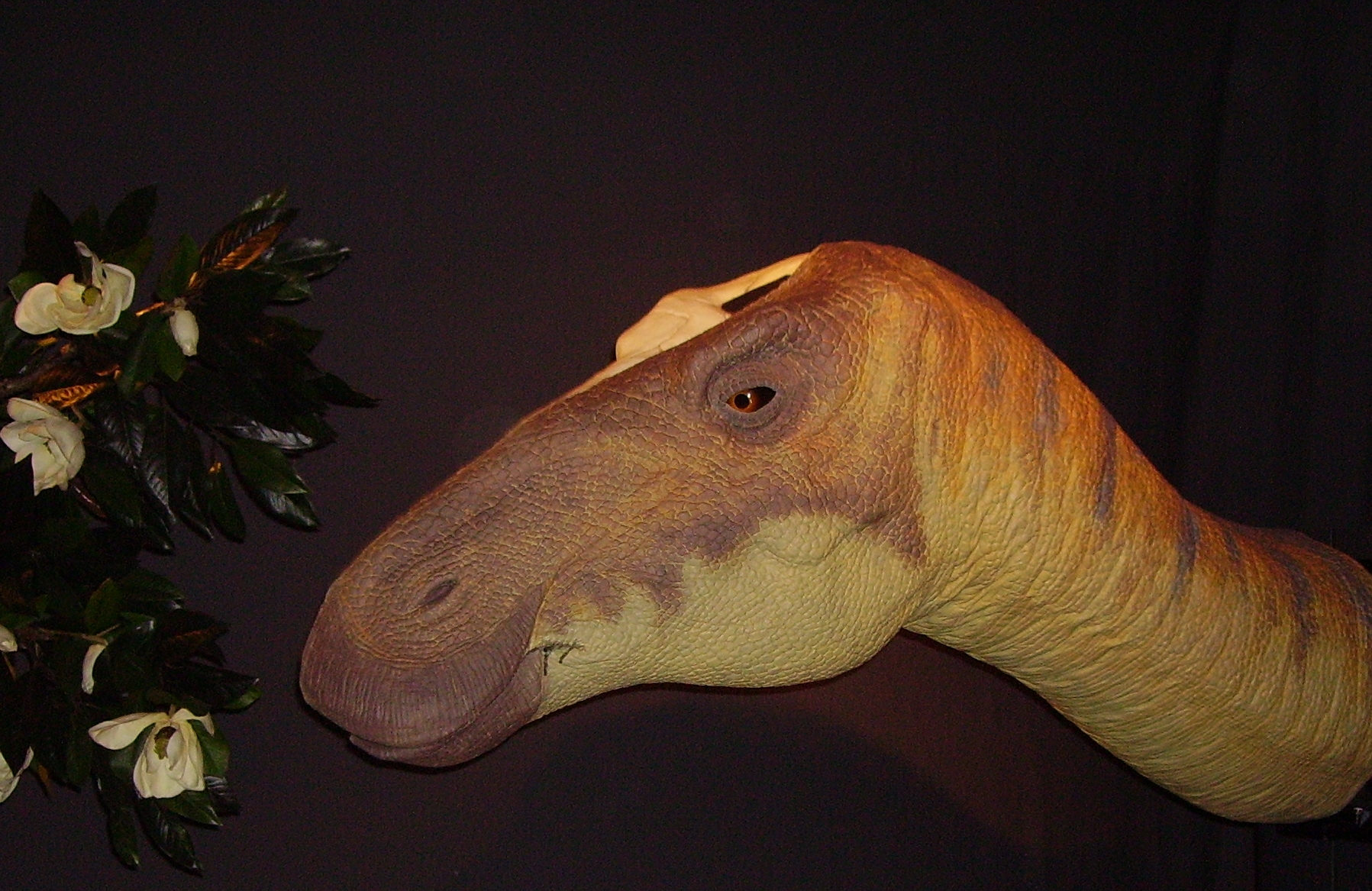
Ricostruzione museale di testa di Edmontosauro

Edmontosaurus (il cui nome significa "lucertola di Edmonton") è un genere estinto di dinosauro hadrosauride edmontosaurino vissuto nel Cretaceo superiore, circa 75-65 milioni di anni fa, in Nord America. Il genere contiene due specie vissute in periodi diversi: E. regalis vissuto 75 milioni di anni fa in Nord America occidentale e E. annectens vissuto 66 milioni di anni fa nella stessa area geografica. L'Edmontosaurus è stato uno degli ultimi dinosauri a evolversi prima della grande estinzione di massa, vivendo al fianco di dinosauri famosi come Triceratops e Tyrannosaurus.
L'Edmontosaurus è anche uno dei più grandi hadrosauridi conosciuti, arrivando ad una lunghezza massima di circa 12 metri (39 piedi) per un peso di circa 7,0 tonnellate. È anche uno dei dinosauri meglio conservati in quanto i suoi fossili non contengono solo ossa ma anche impressioni di pelle e il possibile contenuto intestinale. È classificato come un genere della sottofamiglia dei saurolophinae, un membro del gruppo degli hadrosaurinae, grossi dinosauri erbivori a becco d'anatra che però mancavano di grandi creste ossee cave, avendo invece creste più piccole e solide fatte di tessuto molle e squame, e con una vela carnosa molto bassa che correva lungo la schiena (un tempo creduta una serie di spine ossee lungo la schiena).
I primi fossili di Edmontosaurus furono scoperti nel sud dell'Alberta (la cui capitale Edmonton, ha dato il nome all'animale), all'interno della Formazione Horseshoe Canyon (precedentemente chiamata Formazione Edmonton inferiore). Le specie tipo, E. regalis, è fu descritta da Lawrence Lambe, nel 1917, anche se diversi fossili oggi classificati come Edmontosaurus, erano già stati scoperti ma assegnati ad altre specie. Il più noto di questi casi comprende la specie E. annectens, nominata da Othniel Charles Marsh, nel 1892, come Claosaurus agilis, conosciuto per molti anni come una specie di Trachodon, e poi come Anatosaurus annectens. Oggi in realtà, sia Anatosaurus sia Anatotitan sono considerati sinonimi di Edmontosaurus.
L'Edmontosaurus era un animale molto comune nel Nord America occidentale. La distribuzione geografica dei fossili di Edmontosaurus suggerisce che l'animale preferiva le coste e le pianure costiere. L'animale era in grado di muoversi sia sulle due zampe posteriori sia a quattro zampe a seconda della situazione, inoltre, dalla scoperta di numerosi letti d'ossa contenenti ossa di Edmontosaurus si può dedurre che era un animale gregario che effettuava migrazioni stagionali. La ricchezza dei fossili di Edmontosaurus ha permesso ai ricercatori di studiare la sua intera paleobiologia in dettaglio, tra cui le funzioni del cervello, i suoi metodi di nutrizione, possibili lesioni e patologie, come la scoperta i segni di morsi di tirannosauride sulle vertebre caudali di un esemplare.

## Descrizione

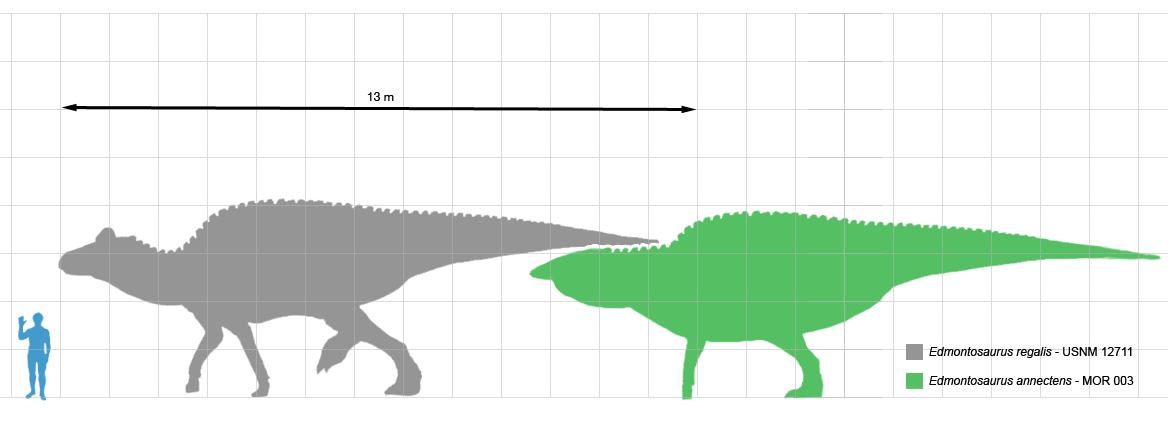
Dimensioni di E. annectens (in verde) e E. regalis (in grigio) a confronto con un uomo

Grazie all'incredibile quantità di fossili raccolti, l'anatomia di Edmontosaurus è molto ben conosciuta. Come tutti gli altri hadrosauridae, l'Edmontosaurus era un animale dalla grande mole, provvisto di una lunga coda muscolosa e appiattita lateralmente, un collo corto e robusto che sorreggeva la lunga e pesante testa che terminava in un becco, vagamente simile a quello delle anatre. A differenza di alcuni saurolophini, il cranio di Edmontosaurus era privo di cresta ossea, sfoggiando invece una piccola cresta di tessuto molle e squame. Le gambe anteriori erano più sottili e corte di quelle posteriori pur essendo in grado di far camminare l'animale in posizione quadrupede. L'Edmontosaurus è stato tra i più grandi adrosauridi conosciuti: a seconda della specie, un esemplare adulto poteva raggiungere i 9 metri (30 piedi) di lunghezza, anche se alcuni esemplari hanno raggiunto anche i 12 metri (39 piedi) e i 13 metri (43 piedi) di lunghezza. Il peso ordinario dell'animale si aggirava intorno alle 4,0 tonnellate. Tradizionalmente, la specie E. regalis è considerata la specie più grande, anche se ciò potrebbe essere smentito dall'ipotesi che l'hadrosauride Anatotitan copei sia un sinonimo di Edmontosaurus annectens, come proposto da Jack Horner et al., nel 2004, e supportato dagli studi di Campione e Evens, nel 2009 e nel 2011. L'esemplare tipo di E. regalis, NMC 2288, è stimato essere lungo tra i 9 e i 12 metri (da 30 a 39 piedi). Invece, la specie E. annectens è spesso vista come la specie più piccola. Due scheletri completi e montati dell'animale, i campioni USNM 2414 e YPM 2182, misurano rispettivamente 8 e 8,92 metri di lunghezza. Tuttavia, si tratta quasi certamente di individui subadulti, inoltre Si conoscono esemplari parziali di E. annectens molto più grande di quanto si pensi che possono aver raggiunto i 12 metri (39 piedi) di lunghezza. Inoltre i campioni parziali MOR 1609 e MOR 1142, originariamente conosciuti come Anatosaurus, potrebbero aver raggiunto le titaniche dimensioni di ben 15 metri (49 piedi) di lunghezza, per un peso di ben 10 tonnellate. Tali stime si basano principalmente sull'esemplare MOR 1142 (soprannominato "X-rex" poiché inizialmente pensato essere un Tyrannosaurus), costituito da una coda completa che da sola misura ben 7,6 metri. Tuttavia tali titanici individui erano piuttosto rari e la maggior parte dei fossili di E. annectens, provenienti dalla Formazione Hell Creek, hanno una taglia media di 8,5 metri di lunghezza. L'analisi delle ossa di questi individui ha rivelato che nonostante le ragguardevoli dimensioni l'animale era a circa la metà delle sue dimensioni adulte. Ciò sarebbe dovuto all'alto tasso di mortalità infantile, con il 90% dei neonati che morivano ancor prima di raggiungere il primo anno di vita.

### Cranio

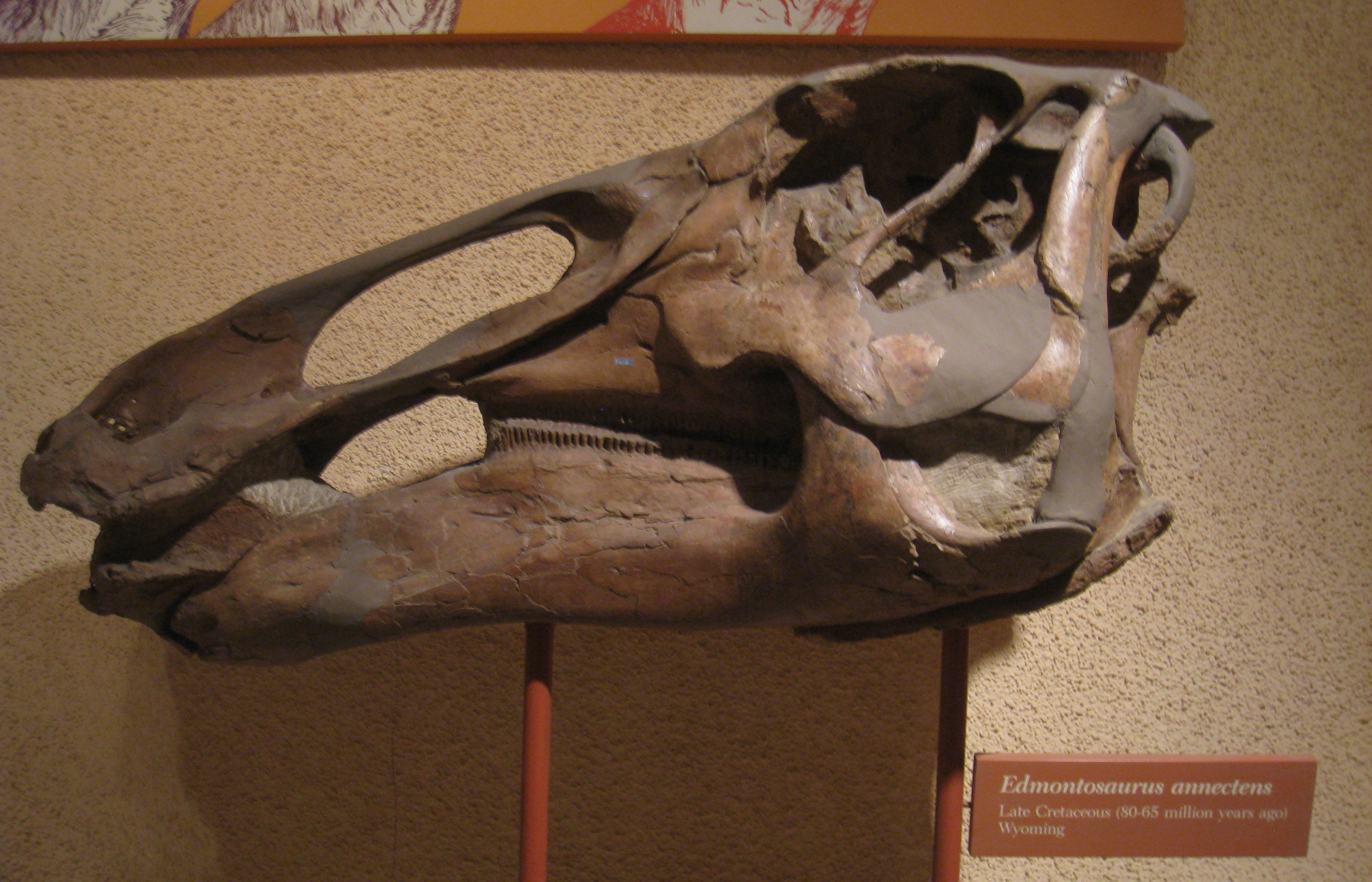
Cranio di E. annectens, al National Museum of Natural History

Il cranio di un Edmontosaurus completamente sviluppato superava il metro di lunghezza. Il cranio della specie E. annectens (ex Anatotitan) misurava 1,18 metro (3,87 ft) di lunghezza. La forma del cranio, vista di profilo, era vagamente triangolare,, senza contare la piccola cresta cranica. Visto dall'alto, invece, la parte anteriore e posteriore del cranio erano molto allargate, donando il caratteristico profilo da anatra all'animale. Il becco era senza denti, e sia il becco superiori sia quello inferiore erano coperti da uno strato di cheratina, i cui resti sono stati ritrovati nell'esemplare "Mummia", conservato al Naturmuseum Senckenberg. In questo esemplare, lo strato di cheratina che copriva il becco era spesso ben 8 cm (3,1 pollici), proiettandosi verso il basso in senso verticale. Le aperture nasali di Edmontosaurus erano molto allungate e ospitavano profonde depressioni circondate da cerchi ossee distinti sopra, dietro e sotto. L'esemplare "mummia" presenta anche gli anelli sclerotici dell'animale, e la staffa (l'osso dell'orecchio dei rettili), entrambe ossa che si fossilizzano raramente.
I denti erano presenti solo nella mascelle (guance superiori) e nei dentari (l'osso principale della mandibola). I denti erano continuamente sostituiti e non appena uno di questi si usurava veniva rimpiazzato da un altro. I denti erano composti da ben sei tipi di tessuti, rivaleggiando con la complessità dei denti dei mammiferi. I denti crescevano in colonne, con una massima osservata di sei ciascuno, e il numero di colonne variava in base alle dimensioni dell'animale. I conteggi della colonna noti delle due specie sono: 51 a 53 colonne per mascellare e da 48 a 49 per dentario (denti della mascella superiore sono leggermente più stretti rispetto a quelli della mascella in basso) per E. regalis; e 52 colonne per mascellare superiore e 44 per dentario per E. annectens (tale dato viene dall'esemplare tipo della presunta specie E. saskatchewanensis).

### Scheletro

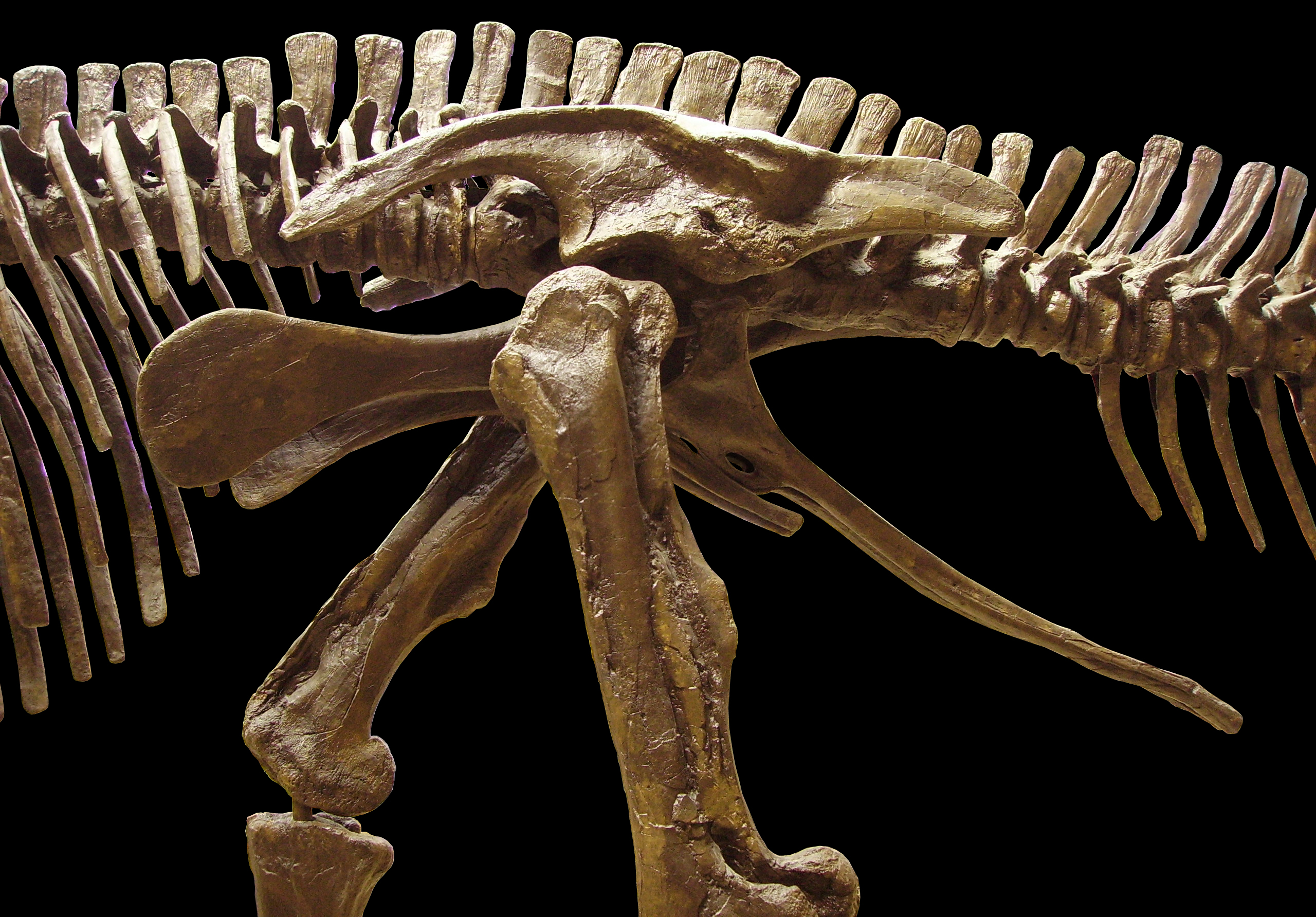
Osso sacro di Edmontosaurus

Il numero di vertebre della colonna vertebrale di Edmontosaurus è diversa tra i vari campioni. L'E. regalis avevano tredici vertebre del collo, diciotto vertebre della schiena, nove vertebre alle anche e un numero imprecisato di vertebre della coda. Il campione A, una volta identificato come appartenente ad Anatosaurus edmontoni (ora considerato sinonimo di E. regalis) aveva 10 vertebre alle anche e ben 85 vertebre caudali. Altri hadrosauridi posseggono solo tra le 50 e le 70 vertebre caudali, quindi il numero dell'esemplare A sembra essere stato sovrastimato. L'anteriore posteriore era curvata verso il suolo, con il collo flesso verso l'alto e il resto della schiena e la coda tenuto orizzontalmente. La maggior parte del dorso e la coda erano resi rigidi da tendini ossificati disposti in un reticolo lungo le spine neurali delle vertebre. Ciò rendeva la groppa e la coda dell'animale più rigidi e mantenendolo stabile durante la locomozione.
Le scapole erano lunghe e piatte ossa a lama, tenute, approssimativamente, parallele alla colonna vertebrale. I fianchi erano composti da tre elementi ciascuno: un ileo allungato sopra l'articolazione della gamba, l'ischio sotto e dietro con una lunga asta sottile e il pube posto anteriormente svasato in una struttura piastriforme. La struttura dell'anca impediva all'animale di assumere una posizione eretta, perché in tale posizione il femore avrebbe spinto contro il giunto dell'ileo e del pube, invece di spingere solo contro dell'ileo solido. Le nove vertebre fuse delle anche fusa fornivano supporto all'anca.
Le zampe anteriori erano più corte e meno massicce rispetto alle zampe posteriori. La parte superiore del braccio aveva una grande cresta deltopettorale per l'attacco dei muscoli, mentre l'ulna e radio avevano una cresta parecchio sottosviluppata. La parte superiore del braccio e dell'avambraccio erano simili in lunghezza. Il polso era semplice, con sole due piccole ossa. Ogni mano aveva quattro dita, senza pollice (primo indice). Il secondo indice, terzo e quarto dito avevano circa la stessa lunghezza ed erano uniti tra loro in vita da un involucro carnoso. Sebbene il secondo e terzo dito avessero zoccoli simile simili a quelli degli ungulati, queste ossa erano contenute anch'esse nell'involucro carnoso. Il mignolo, era il dito più discostato dagli altri tre ed era il più breve. Il femore era robusto e dritto, con un importante flangia a circa metà del lato posteriore. Questa cresta era usata per il fissaggio dei muscoli che collegavano i fianchi e la coda che trainavano le cosce (e quindi le zampe posteriori) all'indietro e contribuito a mantenere l'utilizzo della coda come organo di bilanciamento. Ogni piede aveva tre dita, senza alluce o mignolo. Le dita avevano artigli simili a zoccoli.

### Pelle

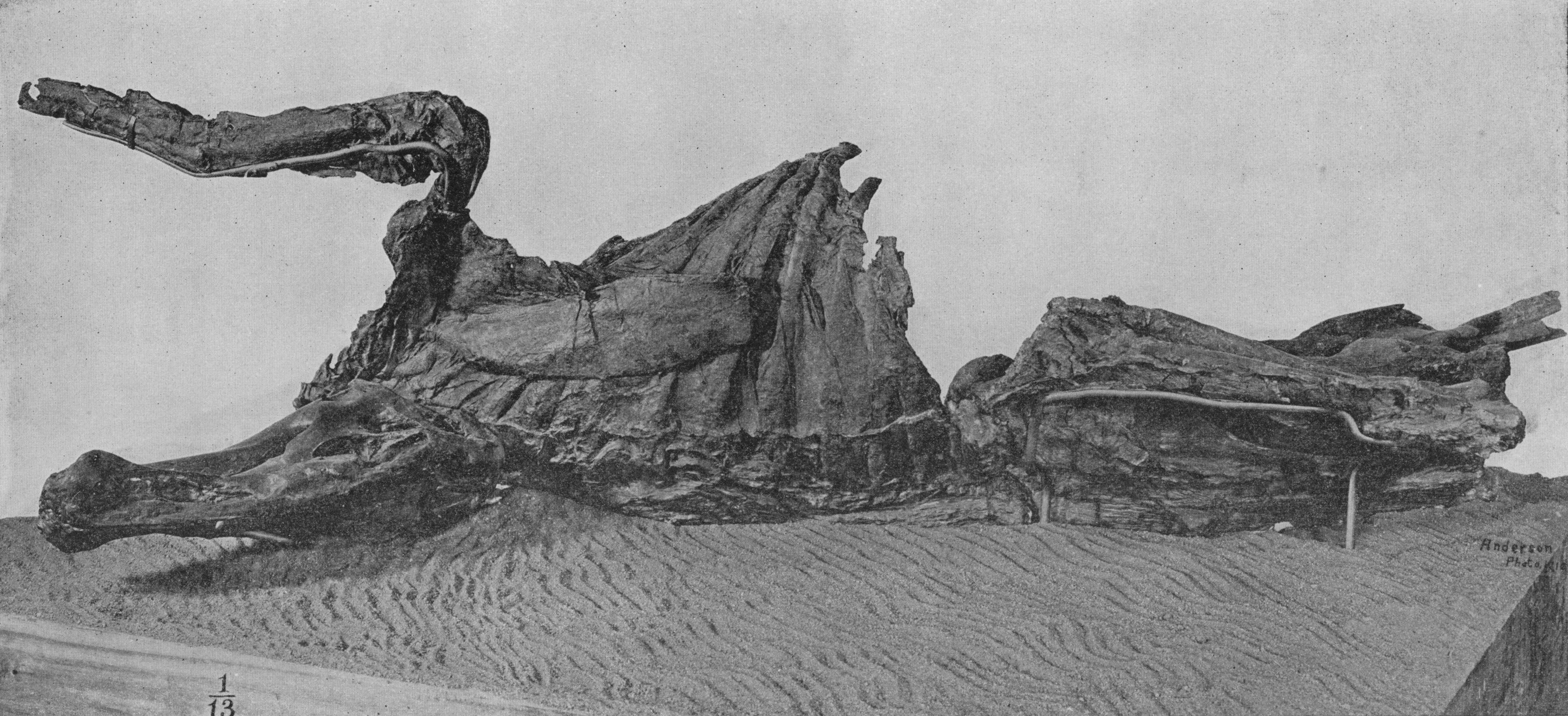
L'esemplare "mummia", AMNH 5060, un esemplare eccezionalmente preservato di E. annectens, di cui si sono conservate tracce di pelle

Negli ultimi anni sono stati ritrovati diversi fossili di E. annectens che mostravano diverse impressioni di pelle. Diversi di questi fossili sono stati anche ben pubblicizzati, come ad esempio la "mummia di Trachodon" del XX secolo, e il campione soprannominato " Dakota ", la quale potrebbe addirittura contenere rimanenti composti organici di pelle. Grazie a questi ritrovamenti la copertura del corpo di Edmontosaurus è nota ai paleontologi. Vi sono stati casi di ritrovamenti di impressioni di pelle anche della specie E. regalis, ma sono meno comuni. L'esemplare più noto di pelle fossilizzata di E. regalis è stata la distintiva cresta cranica di tessuti molli e squame. Non è noto se tale cresta era presente anche in E. annectens, o se fosse un indicatore di dimorfismo sessuale. Una pelle così era ideale per un animale che viveva in un clima caldo, poiché non si inaridiva e non seccava sotto il sole cocente.

## Classificazione

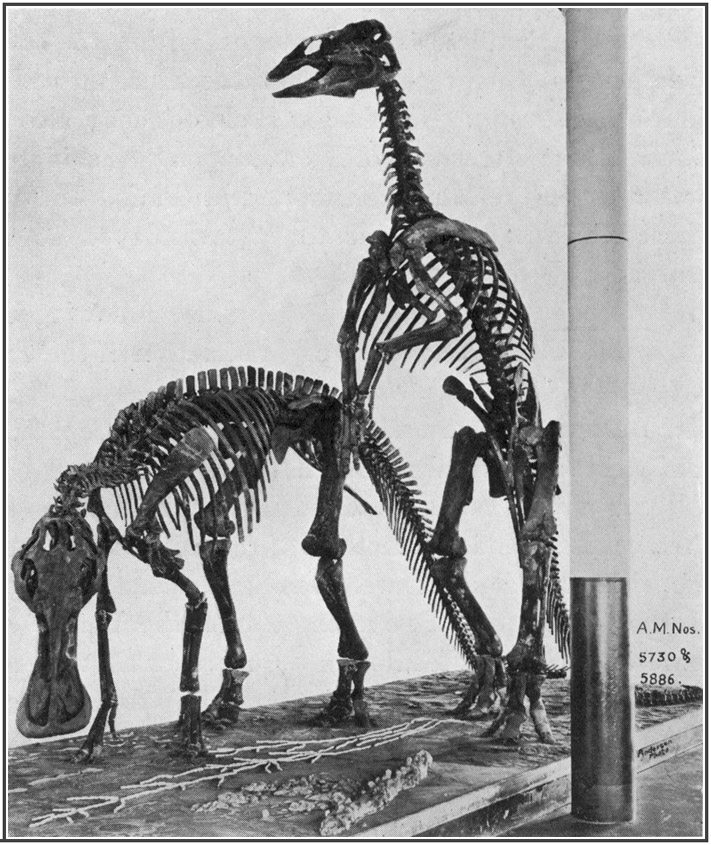
Scheletri di due esemplari di Trachodon, possibile sinonimo di E. annectens

L'Edmontosaurus era un hadrosauridae (i cosiddetti dinosauri dal becco d'anatra), una famiglia di dinosauri vissuti nel Cretaceo superiore. È ulteriormente classificato come un Saurolophinae (alternativamente come Hadrosaurinae), un clade di hadrosauridi sprovvisti di cresta ossea cava. Gli altri membri del gruppo comprendono Brachylophosaurus, Gryposaurus, Lophorhothon, Maiasaura, Naashoibitosaurus, Prosaurolophus e Saurolophus. Altro dinosauro strettamente imparentato con Edmontosaurus è l'Anatosaurus annectens (oggi sinonimizzato come Edmontosaurus annectens), un grande hadrosauride vissuto nel Cretaceo superiore, in Nord America. L'hadrosaurino gigante cinese Shantungosaurus giganteus è pressoché identico anatomicamente ad Edmontosaurus; MK Brett-Surman ha riscontrato che i due generi differiscono soltanto per dimensioni e condividono molte caratteristiche anatomiche.
Mentre lo stato di Edmontosaurus come saurolophino è accettata da buona parte dei paleontologi, la sua precisa collocazione all'interno del clade è piuttosto incerta. Le prime filogenesi, come quello presentato da RS Lull e l'influente monografia di Nelda Wright nel 1942, consideravano l'Edmontosaurus e le varie specie di Anatosaurus (la maggior parte dei quali sarebbero poi state sinonimizzate come specie e/o esemplari di Edmontosaurus) come un lignaggio di "adrosauri dalla testa piatta". Tale lignaggio comprendeva anche i generi Shantungosaurus e i relativi Brachylophosaurs e Gryposaurs. Uno studio del 2007, condotto da Terry Gates e Scott Sampson hanno dato risultati, sostanzialmente, simili in quanto Edmontosaurus è rimasto vicino a Saurolophus e Prosaurolophus e distante da Gryposaurus, Brachylophosaurus e Maiasaura. Tuttavia, la revisione più recente di Hadrosauridae, da parte di Jack Horner e colleghi (2004), ha dato un risultato completamente diverso: Edmontosaurus è stato affiancato a Gryposaurus e Brachylophosaurs e distanziato da Saurolophus.
Di seguito il cladogramma di Horner et al. (2004).
|  | Edmontosaurus                                                   |
|  |                                                                 |
|  | \| \| Brachylophosaurus \| \| \| \| \| \| Maiasaura \| \| \| \| |
|  |                                                                 |
|  | Brachylophosaurus                                               |
|  |                                                                 |
|  | Maiasaura                                                       |
|  |                                                                 |

|  | Brachylophosaurus |
|  |                   |
|  | Maiasaura         |
|  |                   |

|  | Edmontosaurus                                                   |
|  |                                                                 |
|  | \| \| Brachylophosaurus \| \| \| \| \| \| Maiasaura \| \| \| \| |
|  |                                                                 |
|  | Brachylophosaurus                                               |
|  |                                                                 |
|  | Maiasaura                                                       |
|  |                                                                 |

|  | Brachylophosaurus |
|  |                   |
|  | Maiasaura         |
|  |                   |

|  | Edmontosaurus                                                   |
|  |                                                                 |
|  | \| \| Brachylophosaurus \| \| \| \| \| \| Maiasaura \| \| \| \| |
|  |                                                                 |
|  | Brachylophosaurus                                               |
|  |                                                                 |
|  | Maiasaura                                                       |
|  |                                                                 |

|  | Brachylophosaurus |
|  |                   |
|  | Maiasaura         |
|  |                   |

|  | Edmontosaurus                                                   |
|  |                                                                 |
|  | \| \| Brachylophosaurus \| \| \| \| \| \| Maiasaura \| \| \| \| |
|  |                                                                 |
|  | Brachylophosaurus                                               |
|  |                                                                 |
|  | Maiasaura                                                       |
|  |                                                                 |

|  | Brachylophosaurus |
|  |                   |
|  | Maiasaura         |
|  |                   |

|  | "Kritosaurus" australis |
|  |                         |
|  | Naashoibitosaurus       |
|  |                         |
|  | Saurolophus             |
|  |                         |

|  | Edmontosaurus                                                   |
|  |                                                                 |
|  | \| \| Brachylophosaurus \| \| \| \| \| \| Maiasaura \| \| \| \| |
|  |                                                                 |
|  | Brachylophosaurus                                               |
|  |                                                                 |
|  | Maiasaura                                                       |
|  |                                                                 |

|  | Brachylophosaurus |
|  |                   |
|  | Maiasaura         |
|  |                   |

|  | Edmontosaurus                                                   |
|  |                                                                 |
|  | \| \| Brachylophosaurus \| \| \| \| \| \| Maiasaura \| \| \| \| |
|  |                                                                 |
|  | Brachylophosaurus                                               |
|  |                                                                 |
|  | Maiasaura                                                       |
|  |                                                                 |

|  | Brachylophosaurus |
|  |                   |
|  | Maiasaura         |
|  |                   |

|  | Edmontosaurus                                                   |
|  |                                                                 |
|  | \| \| Brachylophosaurus \| \| \| \| \| \| Maiasaura \| \| \| \| |
|  |                                                                 |
|  | Brachylophosaurus                                               |
|  |                                                                 |
|  | Maiasaura                                                       |
|  |                                                                 |

|  | Brachylophosaurus |
|  |                   |
|  | Maiasaura         |
|  |                   |

|  | Edmontosaurus                                                   |
|  |                                                                 |
|  | \| \| Brachylophosaurus \| \| \| \| \| \| Maiasaura \| \| \| \| |
|  |                                                                 |
|  | Brachylophosaurus                                               |
|  |                                                                 |
|  | Maiasaura                                                       |
|  |                                                                 |

|  | Brachylophosaurus |
|  |                   |
|  | Maiasaura         |
|  |                   |

|  | "Kritosaurus" australis |
|  |                         |
|  | Naashoibitosaurus       |
|  |                         |
|  | Saurolophus             |
|  |                         |

|  | Edmontosaurus                                                   |
|  |                                                                 |
|  | \| \| Brachylophosaurus \| \| \| \| \| \| Maiasaura \| \| \| \| |
|  |                                                                 |
|  | Brachylophosaurus                                               |
|  |                                                                 |
|  | Maiasaura                                                       |
|  |                                                                 |

|  | Brachylophosaurus |
|  |                   |
|  | Maiasaura         |
|  |                   |

|  | Edmontosaurus                                                   |
|  |                                                                 |
|  | \| \| Brachylophosaurus \| \| \| \| \| \| Maiasaura \| \| \| \| |
|  |                                                                 |
|  | Brachylophosaurus                                               |
|  |                                                                 |
|  | Maiasaura                                                       |
|  |                                                                 |

|  | Brachylophosaurus |
|  |                   |
|  | Maiasaura         |
|  |                   |

|  | Edmontosaurus                                                   |
|  |                                                                 |
|  | \| \| Brachylophosaurus \| \| \| \| \| \| Maiasaura \| \| \| \| |
|  |                                                                 |
|  | Brachylophosaurus                                               |
|  |                                                                 |
|  | Maiasaura                                                       |
|  |                                                                 |

|  | Brachylophosaurus |
|  |                   |
|  | Maiasaura         |
|  |                   |

|  | Edmontosaurus                                                   |
|  |                                                                 |
|  | \| \| Brachylophosaurus \| \| \| \| \| \| Maiasaura \| \| \| \| |
|  |                                                                 |
|  | Brachylophosaurus                                               |
|  |                                                                 |
|  | Maiasaura                                                       |
|  |                                                                 |

|  | Brachylophosaurus |
|  |                   |
|  | Maiasaura         |
|  |                   |

|  | "Kritosaurus" australis |
|  |                         |
|  | Naashoibitosaurus       |
|  |                         |
|  | Saurolophus             |
|  |                         |

|  | Edmontosaurus                                                   |
|  |                                                                 |
|  | \| \| Brachylophosaurus \| \| \| \| \| \| Maiasaura \| \| \| \| |
|  |                                                                 |
|  | Brachylophosaurus                                               |
|  |                                                                 |
|  | Maiasaura                                                       |
|  |                                                                 |

|  | Brachylophosaurus |
|  |                   |
|  | Maiasaura         |
|  |                   |

|  | Edmontosaurus                                                   |
|  |                                                                 |
|  | \| \| Brachylophosaurus \| \| \| \| \| \| Maiasaura \| \| \| \| |
|  |                                                                 |
|  | Brachylophosaurus                                               |
|  |                                                                 |
|  | Maiasaura                                                       |
|  |                                                                 |

|  | Brachylophosaurus |
|  |                   |
|  | Maiasaura         |
|  |                   |

|  | Edmontosaurus                                                   |
|  |                                                                 |
|  | \| \| Brachylophosaurus \| \| \| \| \| \| Maiasaura \| \| \| \| |
|  |                                                                 |
|  | Brachylophosaurus                                               |
|  |                                                                 |
|  | Maiasaura                                                       |
|  |                                                                 |

|  | Brachylophosaurus |
|  |                   |
|  | Maiasaura         |
|  |                   |

|  | Edmontosaurus                                                   |
|  |                                                                 |
|  | \| \| Brachylophosaurus \| \| \| \| \| \| Maiasaura \| \| \| \| |
|  |                                                                 |
|  | Brachylophosaurus                                               |
|  |                                                                 |
|  | Maiasaura                                                       |
|  |                                                                 |

|  | Brachylophosaurus |
|  |                   |
|  | Maiasaura         |
|  |                   |

|  | "Kritosaurus" australis |
|  |                         |
|  | Naashoibitosaurus       |
|  |                         |
|  | Saurolophus             |
|  |                         |

Di seguito il cladogramma di Gates & Sampson (2007).
|  | Edmontosaurus                                                  |
|  |                                                                |
|  | \| \| Prosaurolophus \| \| \| \| \| \| Saurolophus \| \| \| \| |
|  |                                                                |
|  | Prosaurolophus                                                 |
|  |                                                                |
|  | Saurolophus                                                    |
|  |                                                                |

|  | Prosaurolophus |
|  |                |
|  | Saurolophus    |
|  |                |

|  | Gryposaurus                                                     |
|  |                                                                 |
|  | \| \| Brachylophosaurus \| \| \| \| \| \| Maiasaura \| \| \| \| |
|  |                                                                 |
|  | Brachylophosaurus                                               |
|  |                                                                 |
|  | Maiasaura                                                       |
|  |                                                                 |

|  | Brachylophosaurus |
|  |                   |
|  | Maiasaura         |
|  |                   |

|  | Gryposaurus                                                     |
|  |                                                                 |
|  | \| \| Brachylophosaurus \| \| \| \| \| \| Maiasaura \| \| \| \| |
|  |                                                                 |
|  | Brachylophosaurus                                               |
|  |                                                                 |
|  | Maiasaura                                                       |
|  |                                                                 |

|  | Brachylophosaurus |
|  |                   |
|  | Maiasaura         |
|  |                   |

|  | Edmontosaurus                                                  |
|  |                                                                |
|  | \| \| Prosaurolophus \| \| \| \| \| \| Saurolophus \| \| \| \| |
|  |                                                                |
|  | Prosaurolophus                                                 |
|  |                                                                |
|  | Saurolophus                                                    |
|  |                                                                |

|  | Prosaurolophus |
|  |                |
|  | Saurolophus    |
|  |                |

|  | Gryposaurus                                                     |
|  |                                                                 |
|  | \| \| Brachylophosaurus \| \| \| \| \| \| Maiasaura \| \| \| \| |
|  |                                                                 |
|  | Brachylophosaurus                                               |
|  |                                                                 |
|  | Maiasaura                                                       |
|  |                                                                 |

|  | Brachylophosaurus |
|  |                   |
|  | Maiasaura         |
|  |                   |

|  | Gryposaurus                                                     |
|  |                                                                 |
|  | \| \| Brachylophosaurus \| \| \| \| \| \| Maiasaura \| \| \| \| |
|  |                                                                 |
|  | Brachylophosaurus                                               |
|  |                                                                 |
|  | Maiasaura                                                       |
|  |                                                                 |

|  | Brachylophosaurus |
|  |                   |
|  | Maiasaura         |
|  |                   |

|  | Edmontosaurus                                                  |
|  |                                                                |
|  | \| \| Prosaurolophus \| \| \| \| \| \| Saurolophus \| \| \| \| |
|  |                                                                |
|  | Prosaurolophus                                                 |
|  |                                                                |
|  | Saurolophus                                                    |
|  |                                                                |

|  | Prosaurolophus |
|  |                |
|  | Saurolophus    |
|  |                |

|  | Gryposaurus                                                     |
|  |                                                                 |
|  | \| \| Brachylophosaurus \| \| \| \| \| \| Maiasaura \| \| \| \| |
|  |                                                                 |
|  | Brachylophosaurus                                               |
|  |                                                                 |
|  | Maiasaura                                                       |
|  |                                                                 |

|  | Brachylophosaurus |
|  |                   |
|  | Maiasaura         |
|  |                   |

|  | Gryposaurus                                                     |
|  |                                                                 |
|  | \| \| Brachylophosaurus \| \| \| \| \| \| Maiasaura \| \| \| \| |
|  |                                                                 |
|  | Brachylophosaurus                                               |
|  |                                                                 |
|  | Maiasaura                                                       |
|  |                                                                 |

|  | Brachylophosaurus |
|  |                   |
|  | Maiasaura         |
|  |                   |

|  | Edmontosaurus                                                  |
|  |                                                                |
|  | \| \| Prosaurolophus \| \| \| \| \| \| Saurolophus \| \| \| \| |
|  |                                                                |
|  | Prosaurolophus                                                 |
|  |                                                                |
|  | Saurolophus                                                    |
|  |                                                                |

|  | Prosaurolophus |
|  |                |
|  | Saurolophus    |
|  |                |

|  | Gryposaurus                                                     |
|  |                                                                 |
|  | \| \| Brachylophosaurus \| \| \| \| \| \| Maiasaura \| \| \| \| |
|  |                                                                 |
|  | Brachylophosaurus                                               |
|  |                                                                 |
|  | Maiasaura                                                       |
|  |                                                                 |

|  | Brachylophosaurus |
|  |                   |
|  | Maiasaura         |
|  |                   |

|  | Gryposaurus                                                     |
|  |                                                                 |
|  | \| \| Brachylophosaurus \| \| \| \| \| \| Maiasaura \| \| \| \| |
|  |                                                                 |
|  | Brachylophosaurus                                               |
|  |                                                                 |
|  | Maiasaura                                                       |
|  |                                                                 |

|  | Brachylophosaurus |
|  |                   |
|  | Maiasaura         |
|  |                   |

### Specie e distribuzione

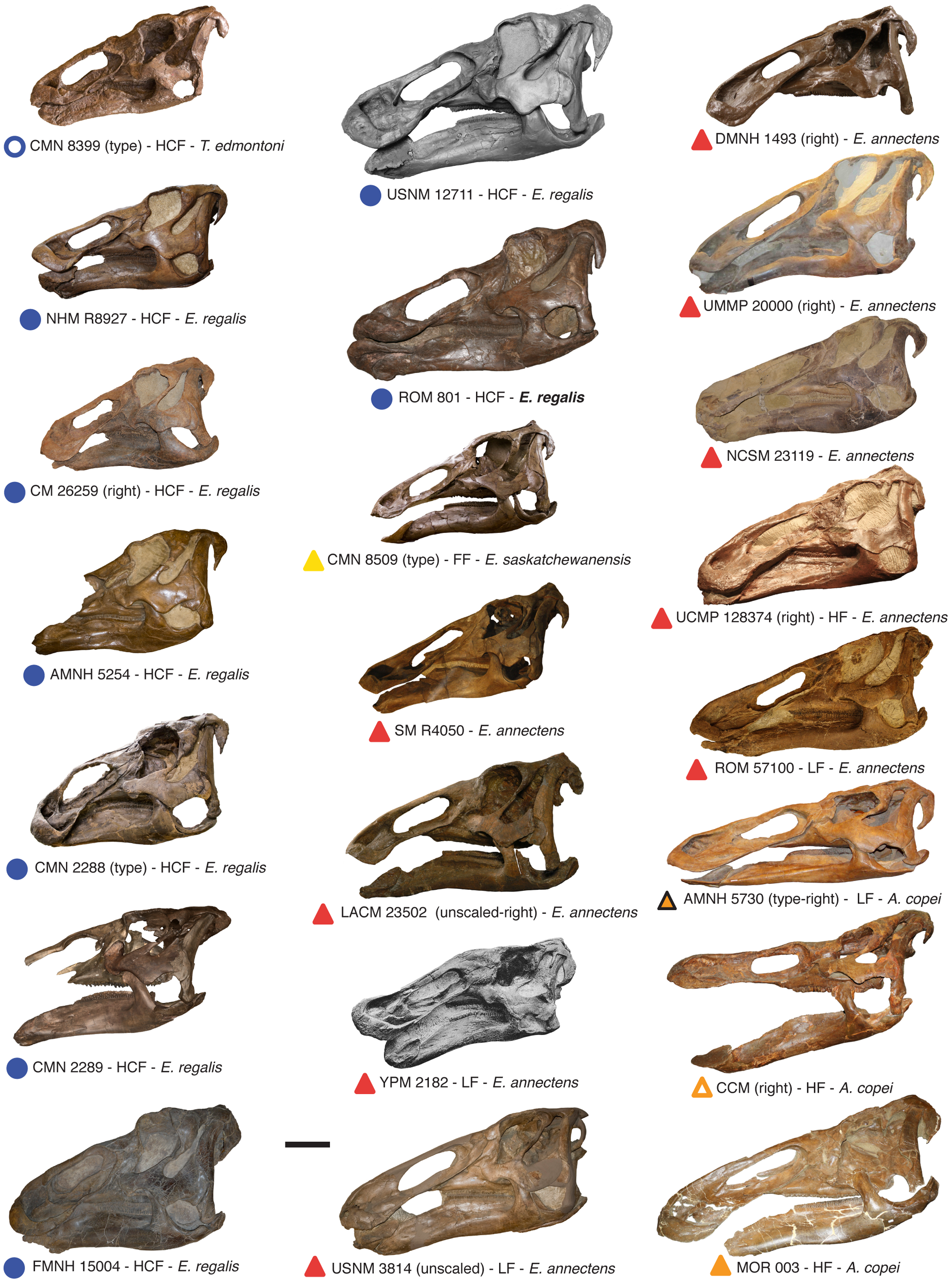
Crani completi di Edmontosaurus

Attualmente, al genere Edmontosaurus, sono ascritte solo due specie considerate valide: tipo specie E. Regalis e E. annectens.
- Edmontosaurus regalis: proviene solamente dalla Formazione Horseshoe Canyon, dell'Alberta, risalente alla fine del Campaniano, del Cretaceo superiore. Di questa specie sono noti almeno una dozzina di individui,[10] tra cui sette crani con annessi elementi postcraniali e altri cinque o sette crani singoli.[9][30] Gli esemplari originariamente noti come Thespesius edmontoni e Anatosaurus edmontoni sono ora considerati come individui immaturi.[10][18][34]
- Edmontosaurus annectens: proviene, invece, dalla Formazione Frenchman, del Saskatchewan, dalla Formazione Hell Creek del Montana, e dalla Formazione Lance, del Sud Dakota e del Wyoming, risalenti alla fine del Maastrichtiano, del Cretaceo superiore. Di questa specie sono noti ben venti teschi, alcuni dei quali provvisti di materiale postcraniale.[10] Kraig Derstler, ha definito l'E. annectens come "il dinosauro meglio conosciuto fino ad oggi (1994)".[35] Oggi le specie Anatosaurus copei e E. saskatchewanensis sono considerati solo delle fasi di crescita di E. annectens: A. copei rappresenterebbero gli esemplari adulti, mentre E. saskatchewanensis rappresenterebbero gli esemplari più giovani.[10] Anche Trachodon longiceps potrebbe effettivamente essere un sinonimo di E. annectens.[9] Anche Anatosaurus edmontoni è stato più volte erroneamente indicato come sinonimo di E. annectens in entrambe le recensioni della Dinosauria,[9][30], ma questo non sembra essere il caso.[10][34]

Le due specie differiscono per la forma del cranio che in E. annectens era più bassa e allungata e anche meno robusto che in E. regalis. Anche se Brett-Surman considerò per lungo tempo E. regalis e E. annectens rispettivamente come maschio e femmina dell stessa specie, ma ciò non può essere possibile visto che i due animali sono vissuti in due epoche diverse e quindi non si sono mai potuti incontrare.
Gli esemplari di Edmontosaurini provenienti dalla Formazione Prince Creek, dell'Alaska, precedentemente classificati come una nuova specie di Edmontosaurus nota come Edmontosaurus sp. è stata riassegnata, nel 2015, ad un nuovo genere, Ugrunaaluk kuukpikensis. Un'altra fantomatica nuova specie di Edmontosaurus fu segnalata nella Formazione Javelina, del Parco nazionale di Big Bend, in Texas, ma i resti in questione furono in seguito descritti come Kritosaurus cf. navajovius da Wagner (2001), mentre uno di questi esemplari si rivelò essere una nuova specie di Gryposaurus, G. alsatei.

## Storia della scoperta

### Claosaurus annectens
La storia tassonomica di Edmontosaurus è molto lunga e complicata, avendo passato decenni classificato sotto il nome di altri generi. La sua storia tassonomica si intreccia più volte con i generi Agathaumas, Anatosaurus, Anatotitan, Claosaurus, Hadrosaurus, Thespesius e Trachodon, e spesso dal 1980 è stato spesso sinonimizzato o frainteso con i generi sopracitati Anatosaurus, Claosaurus, Thespesius e Trachodon (esclusa la specie E. regalis). Anche se l'Edmontosaurus è stato nominato solo nel 1917, la sua più antica specie ben supportata (E. annectens) è stato nominato solo nel 1892, come una specie di Claosaurus.

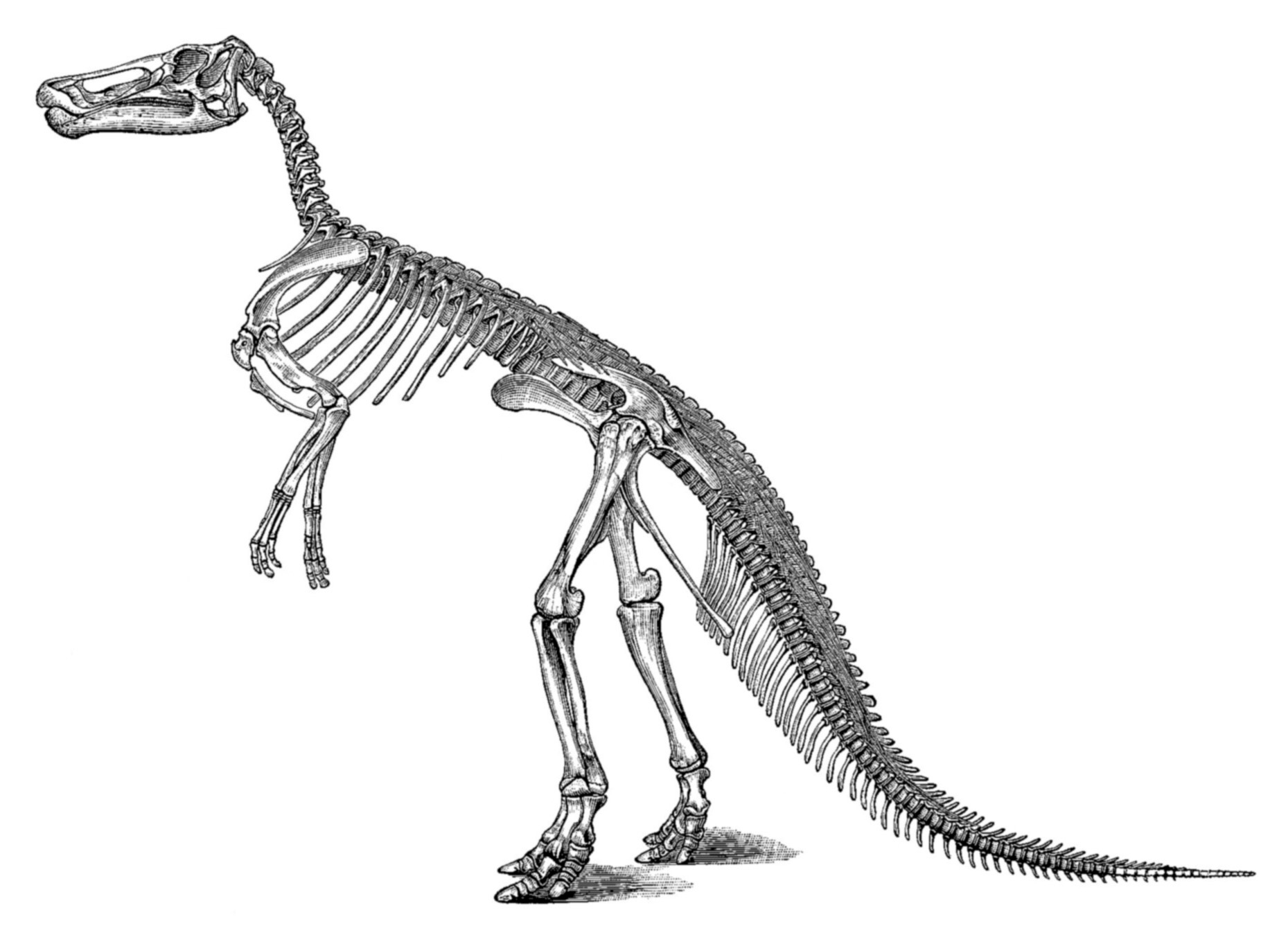
Ricostruzione scheletrica di E. annectens (all'epoca Claosaurus) basata sull'olotipo descritto da Othniel Charles Marsh

La prima specie ufficiale di Edmontosaurus fu nominata descritta nel 1892, sotto il nome di Claosaurus annectens da Othniel Charles Marsh. Questa specie si basa sull'elemento USNM 2414, composto dal tetto cranico e uno scheletro parziale, a ci si poi aggiunto l'esemplare YPM 2182 composto da un secondo cranio e un secondo scheletro parziale, designato a paratipo. Entrambi i fossili sono stati raccolti nel 1891 da John Bell Hatcher, in una formazione rocciosa risalente alla fine del Maastrichtiano, Cretaceo superiore, la Formazione Lance della Contea di Niobrara (allora parte della Contea di Converse), Wyoming. L'animale è diventato in breve tempo un dinosauro piuttosto famoso: fu uno dei primi dinosauri a ricevere un restauro scheletrico, oltre ad essere stato il primo hadrosauride il cui scheletro è stato ricostruito. Gli esemplari YPM 2182 e UNSM 2414 furono i primi scheletri di dinosauro ad essere esposti negli Stati Uniti. L'esemplare YPM 2182 fu esposto nel 1901, mentre USNM 2414 fu esposto nel 1904.

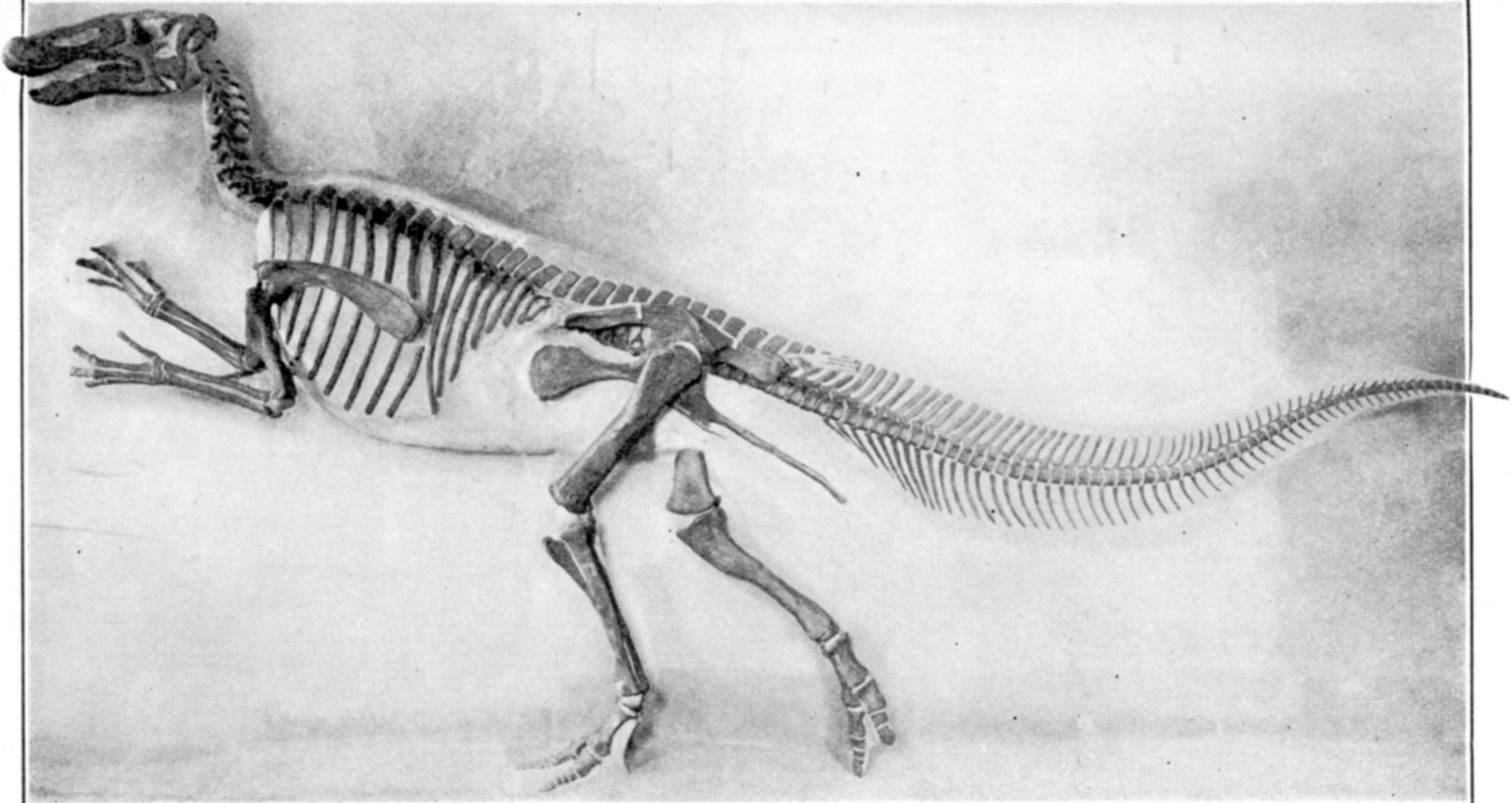
Il paratipo di E. annectens, YPM 2182, al Museo dell'Università di Yale, fu il primo scheletro completo di dinosauro esposto negli Stati Uniti.

A causa della poca conoscenza delle caratteristiche diagnostiche di hadrosauridae di allora la classificazione dell'animale fu molto complicata, soprattutto dopo la morte di Marsh nel 1897, la specie Claosaurus annectens fu in seguito classificato come una specie di Claosaurus, Thespesius e Trachodon. Le opinioni dell'epoca variavano notevolmente da autore a autore; i libri di testo e le enciclopedie difficilmente riuscivano a trovare una distinzione tra i dinosauri "simili all'Iguanodon" e i dinosauri dal becco d'anatra (basati su resti ora conosciuti come esemplari adulti di Edmontosaurus annectens), mentre Hatcher identificava esplicitamente C. annectens come un sinonimo di hadrosauridae. La revisione di Hatcher, pubblicato nel 1902, divenne in breve molto popolare: egli considerava quasi tutti i generi di hadrosauridae, come sinonimi di Trachodon. Ciò includeva i generi Cionodon, Diclonius, Hadrosaurus, Ornithotarsus, Pteropelyx e Thespesius, così come Claorhynchus e Polyonax, generi frammentari ora considerati appartenenti a ceratopsidi. Il lavoro di Hatcher fu accolto da molti, fino al 1910 quando del nuovo materiale dal Canada e dal Montana mostrò una maggiore diversità tra gli hadrosauridae di quanto precedentemente si sospettasse. Charles W. Gilmore, nel 1915, riesaminò il caso degli hadrosauridae, ripristinando i generi di Thespesius, a cui assegno tutti i resti di hadrosauridae rinvenuti nella Formazione Lance e nelle unità di roccia di età equivalente, e di Trachodon, a cui assegnò i resti di hadrosauridae rinvenuti nella Formazione Judith River e nelle unità di roccia di età equivalente. Per quanto riguardava Claosaurus annectens, Gilmore stabilì che si trattava della stessa specie di Thespesius occidentalis. Il ripristino di Thespesius come unico hadrosauride dell'età Lance ebbe ulteriori conseguenze sulla tassonomia di Edmontosaurus nei decenni successivi.
Durante questo lasso di tempo (1902-1915), due ulteriori importanti esemplari di C. annectens vennero riportati alla luce. Il primo, la "mummia di Trachodon" (AMNH 5060), fu scoperta nel 1908 da Charles Hazelius Sternberg ed i suoi figli, nelle rocce della Formazione Lance, vicino Lusk, Wyoming. Sternberg lavorava per il Museo di Storia Naturale di Londra, ma Henry Fairfield Osborn dell'American Museum of Natural History fu in grado di acquistare il campione per duemila dollari. Gli Sternbergs recuperarono un secondo esemplare simile della stessa area nel 1910, non molto ben conservato, ma dove furono ritrovate impressioni di pelle. Anche questo esemplare (SM 4036) fu venduto al Naturmuseum Senckenberg.
Come nota a margine, Trachodon selwyni, descritto da Lawrence Lambe nel 1902 per una mascella inferiore, rinvenuta nella Formazione Dinosaur Park, in Alberta, fu erroneamente descritta da Glut (1997) come Edmontosaurus regalis da Lull e Wright, tuttavia questa classificazione è stata considerata di "dalla dubbia validità". Solo recensioni più recenti sugli hadrosauridae hanno attestato la validità di tale classificazione.

### Scoperte canadesi
Il nome Edmontosaurus fu coniato nel 1917 da Lawrence Lambe, per descrivere due scheletri parziali trovate nella Formazione Horseshoe Canyon (ex Formazione Edmonton), lungo il Red Deer, nel sud dell'Alberta, Canada. Queste rocce sono più vecchie da quelle da cui sono stati estratti Claosaurus annectens. La Formazione Edmonton prestava ad Edmontosaurus il suo nome. La specie tipo, E. regalis ("regale", o, più liberamente, "dalle dimensioni regali"), si basa sull'esemplare NMC 2288, costituito da un teschio, articolato a delle vertebre fino alla sesta vertebra della coda, le costole, anche parziali, l'osso del braccio e la maggior parte di un arto posteriore. L'esemplare fu scoperto nel 1912 da Levi Sternberg. Il secondo esemplare, il paratipo NMC 2289, costituito da un cranio senza il becco, la maggior parte della coda e parte dei piedi, fu scoperto nel 1916 da George F. Sternberg. Lambe confrontò il suo nuovo dinosauro con il meglio conosciuto Diclonius (esemplare ora conosciuto come Edmontosaurus annectens) e notò le dimensioni e la robustezza di Edmontosaurus. Inizialmente, Lambe descrisse solo i teschi dei due scheletri, ma li restituì al genere nel 1920, per descrivere lo scheletro di NMC 2289. Lo scheletro postcraniale del campione tipo rimase non descritto.

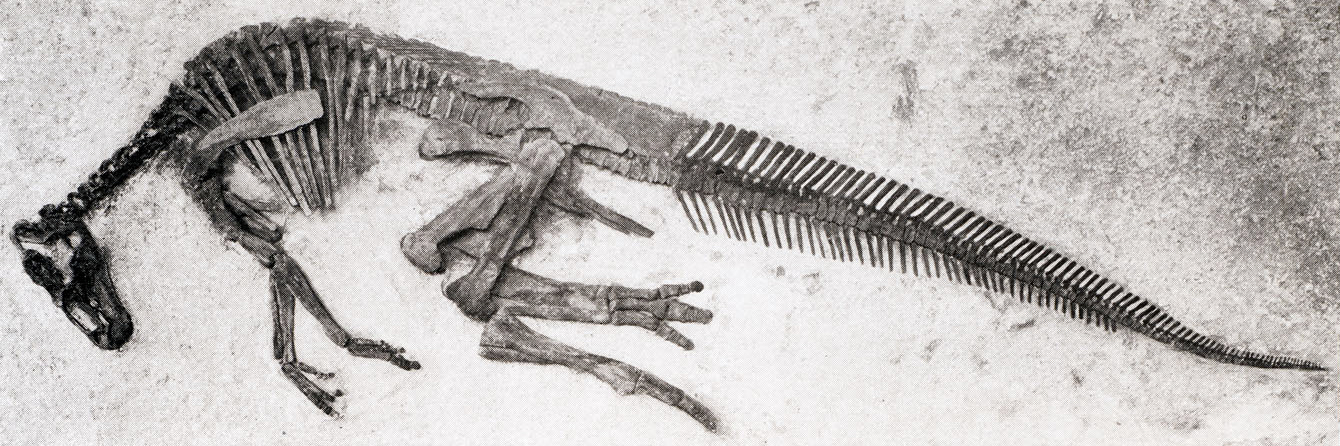
L'esemplare CMNFV 8399, l'olotipo di E. edmontoni, ora conosciuto come un esemplare giovane di E. regalis.

In seguito furono scoperti altri due esemplari in seguito identificati come Edmontosaurus, ma inizialmente classificati come Thespesius, nel 1920. Gilmore nominò il primo esemplare come Thespesius edmontoni, nel 1924. T. edmontoni veniva dalla Formazione a Horseshoe Canyon. Esso si basa sull'esemplare NMC 8399, un altro scheletro quasi completo che manca della maggior parte della coda. L'esemplare NMC 8399 fu scoperto sul fiume Deer Red, nel 1912 da un gruppo di Sternberg. Le sue zampe anteriori, i tendini fossilizzati e le impressioni di pelle furono brevemente descritti nel 1913 e nel 1914 da Lambe, che in un primo momento lo classificò come una nuova specie che chiamò Trachodon marginatus, ma poi cambiò idea. Come per gli Stati Uniti, anche questo esemplare fu il primo scheletro di dinosauro montato in un museo canadese. Gilmore scoprì che le sue nuove specie confrontate da vicino a quello che lui chiamava Thespesius annectens, erano molto simili sebbene mancassero alcune parti delle braccia e delle mani. Egli ha anche notato che la sua specie avevano più vertebre che Marsh nella schiena e sul collo, ma propose che Marsh si era sbagliato nel presumere che gli esemplari di annectens erano completi in quelle regioni.
Nel 1926, Charles Mortram Sternberg coniò il nome Thespesius saskatchewanensis per l'esemplare NMC 8509, composto da un cranio e scheletro parziale, rinvenuto a Wood Mountain, nel sud del Saskatchewan. Egli aveva raccolto questo esemplare nel 1921, da rocce della Formazione Lance, (oggi conosciuta come Formazione Frenchman). NMC 8509 costituito da un cranio quasi completo, numerose vertebre, le guaine della spalla, un'anca parziale e gli arti posteriori parziali che rappresentano i primi sostanziali esemplare di dinosauro recuperati dallo Saskatchewan. Sternberg decise di assegnarlo al genere Thespesius perché era l'unico genere di hadrosauridae noto della Formazione Lance. A quel tempo, T. saskatchewanensis era insolito a causa delle sue piccole dimensioni, stimate tra i 7 e i 7,3 metri (da 23 a 24 piedi) di lunghezza.

### DaAnatosaurusal presente

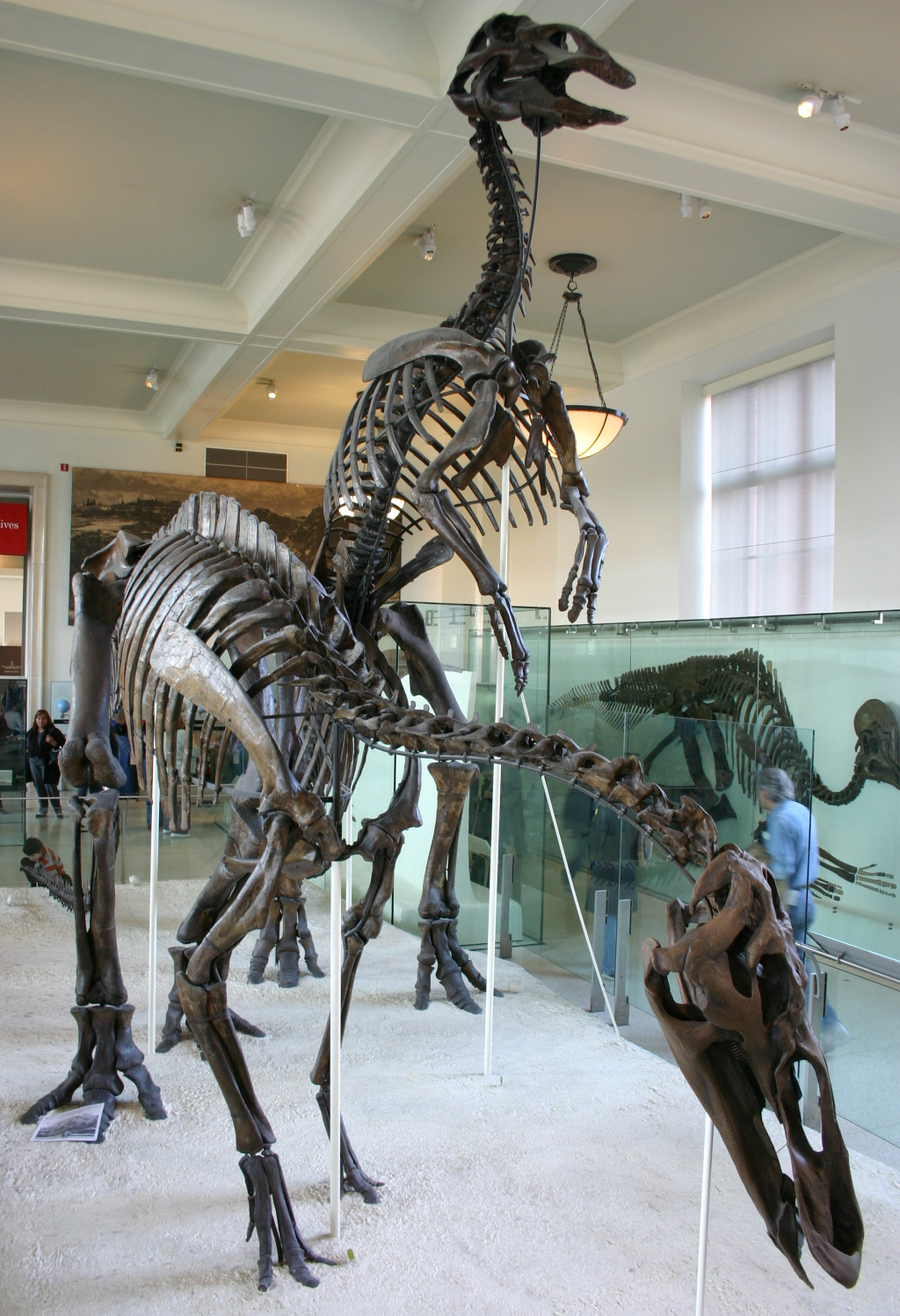
Scheletri di E. annectens (ex Anatotitan copei)

Nel 1942 Lull e Wright tentarono di risolvere la tassonomia complessa degli hadrosauridi senza cresta nominando un nuovo genere, Anatosaurus, in cui vennero classificati diversi esemplari. Anatosaurus, il cui nome significa "lucertola anatra", a causa della sua ampia bocca con il becco simile a quello di un'anatra, venne affidata come specie tipo Claosaurus annectens. A questo genere vennero assegnati anche i generi Thespesius edmontoni, T. saskatchewanensis, Trachodon longiceps, Anatosaurus copei e Diclonius mirabilis. Pertanto, le varie specie divennero A. annectens, A. copei, A. edmontoni, A. longiceps e A. saskatchewanensis. Da allora Anatosaurus divenne lo stereotipo del "classico dinosauro dal becco d'anatra".

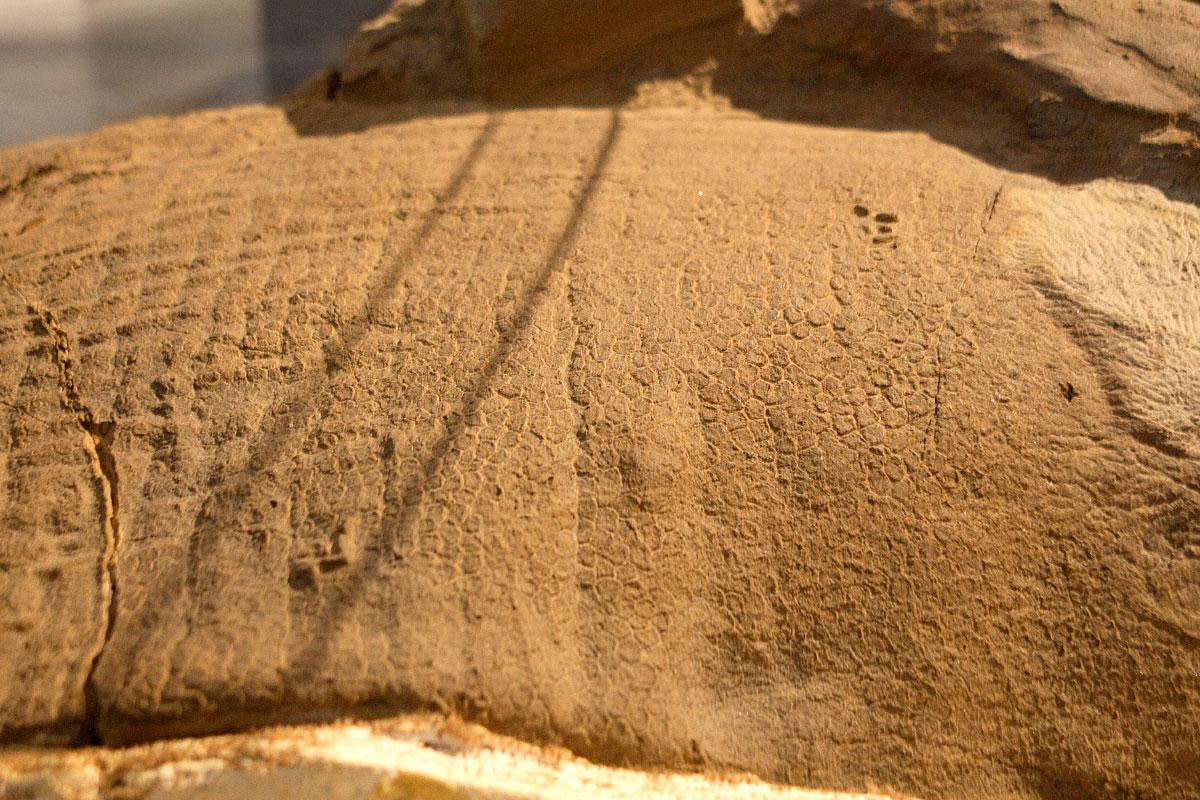
Impressione di pelle provenienti dall'esemplare chiamato "Dakota", trovato nel 1999

Questo sistema tassonomico perdurò per diversi decenni, fino a quando Michael K. Brett-Surman riesaminarono il materiale pertinente per i suoi studi universitari negli anni 70 e 80, concludendo che la specie tipo di Anatosaurus, A. annectens, era in realtà una specie di Edmontosaurus e che A. copei era abbastanza diverso da giustificare un proprio genere. Sebbene le tesi e le dissertazioni di Surman non furono considerate valide dalla Commissione Internazionale sulla nomenclatura zoologica, che regola la denominazione degli organismi, le sue conclusioni erano note a molti altri paleontologi, e furono adottate da diverse opere popolari del tempo. Brett-Surman e Ralph Chapman designarono un nuovo genere per A. copei (Anatotitan), nel 1990. Tra le specie rimanenti, A. saskatchewanensis e A. edmontoni furono assegnate ad Edmontosaurus, e A. longiceps venne riclassificato come Anatotitan longiceps, sia come una specie o come sinonimo di A. copei. Poiché la specie tipo di Anatosaurus, A. annectens fu sopraffatta da Edmontosaurus, il nome Anatosaurus venne abbandonato e d'ora in avanti usato solo come sinonimo junior di Edmontosaurus.
Il genere Edmontosaurus ora comprendeva tre specie valide: la specie tipo E. regalis, E. annectens (che comprendeva Anatosaurus edmontoni, emendato a edmontonensis) e E. saskatchewanensis. Il dibattito circa la corretta tassonomia degli esemplari di A. copei continua ancora oggi: tornando all'argomento di Hatcher del 1902, Jack Horner, David B. Weishampel e Catherine Forster considerano Anatotitan copei come il rappresentante degli esemplari di Edmontosaurus annectens con i teschi schiacciati. Nel 2007 un'altra "mummia" fu annunciata; soprannominata " Dakota ", il campione era stato scoperto nel 1999, da Tyler Lyson proveniente dalla Formazione Hell Creek, del Dakota del Nord.
In uno studio del 2011, condotto da Nicolás Campione e David Evans, gli autori hanno condotto le prime analisi morfometriche per confrontare i vari esemplari assegnati a Edmontosaurus. Essi hanno concluso che solo due specie sono da considerarsi valide: E. regalis, del tardo Campaniano, e E. annectens, del tardo Maastrichtiano. Il loro studio ha fornito un'ulteriore evidenza che Anatotitan copei è un sinonimo di E. annectens; in particolare, che il lungo e basso cranio di A. copei è il risultato di un cambiamento ontogenetico e rappresenta un esemplare adulto di E. annectens.

## Paleobiologia

### Crescita

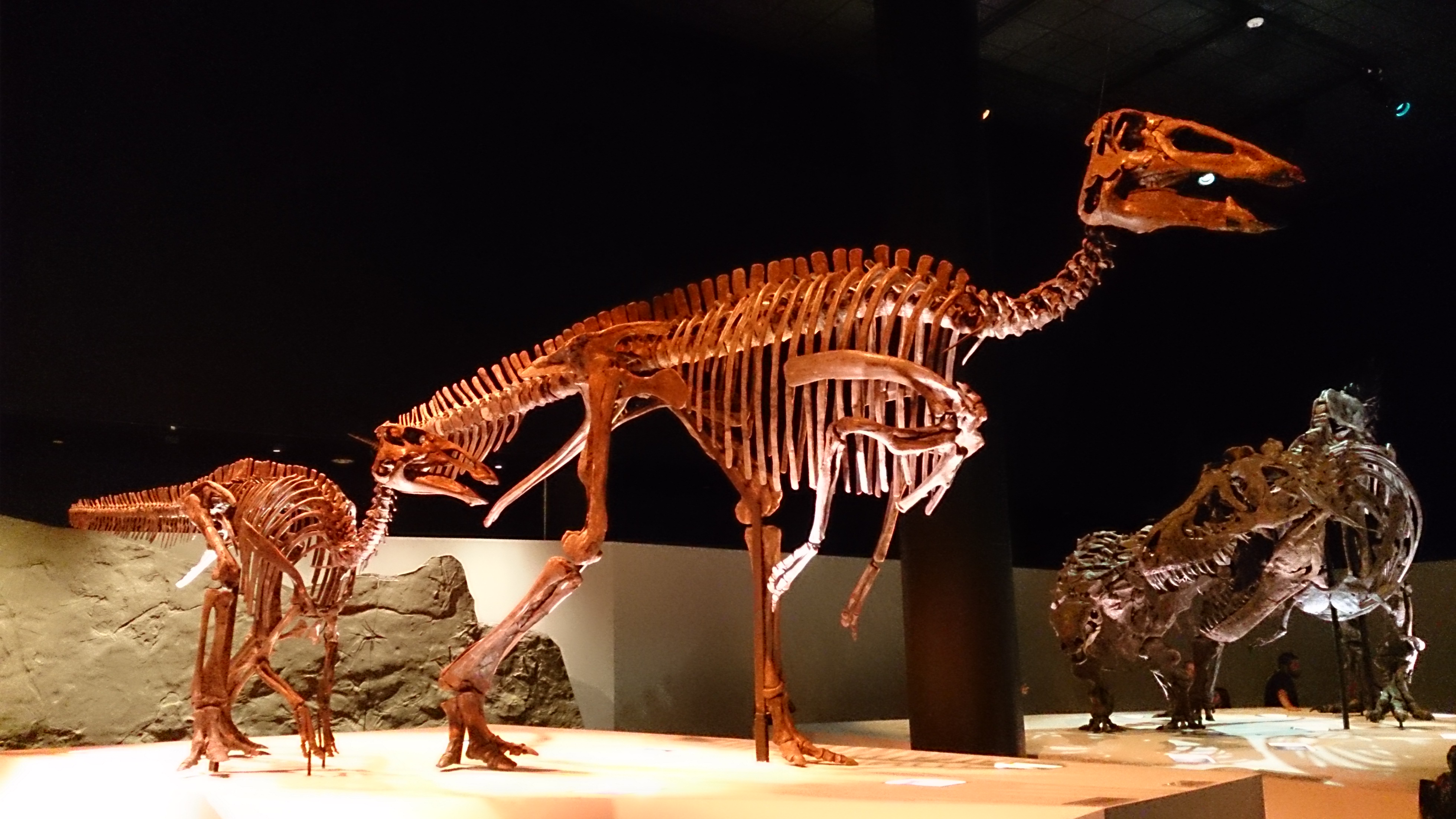
Scheletri montati di un esemplare giovanile e di un adulto di E. annectens

In uno studio del 2011, Campione e Evans registrarono e studiarono molti dei crani di Edmontosaurus noti, provenienti sia dal Campaniano sia dal Maastrichtiano, per ricostruirne l'ontogenesi, le variazioni individuali e le dimensioni del cranio. Il risultato del loro studio ha dimostrato che in entrambe le specie di Edmontosaurus, molte caratteristiche precedentemente utilizzate per classificare le specie addizionali o i generi sono stati direttamente correlati con le dimensioni del cranio. Campione e Evans hanno interpretato questi risultati affermando che la forma del cranio di questi animali cambiava fortemente durante la crescita. Ciò ha fatto reinterpretare numerosi errori di classificazione del passato. Le specie del Campaniano, Thespesius edmontoni, precedentemente considerata un sinonimo di E. annectens per via delle piccole dimensioni e la forma del cranio, è stato riclassificato come un esemplare subadulto del contemporaneo E. regalis. Allo stesso modo, i tre generi di edmontosaurini del Maastrichtiano precedentemente pensati essere tre generi differenti si sono rivelati essere solo i tre stadi di crescita della specie E. annectens, con E. saskatchewanensis che rappresentava gli esemplari giovani, E. annectens gli esemplari subadulti e Anatotitan copei che rappresentava gli individui completamente maturi. Durante la crescita il muso più corto e alto dei giovani diventava più lungo e basso durante la crescita.

### Sistema nervoso

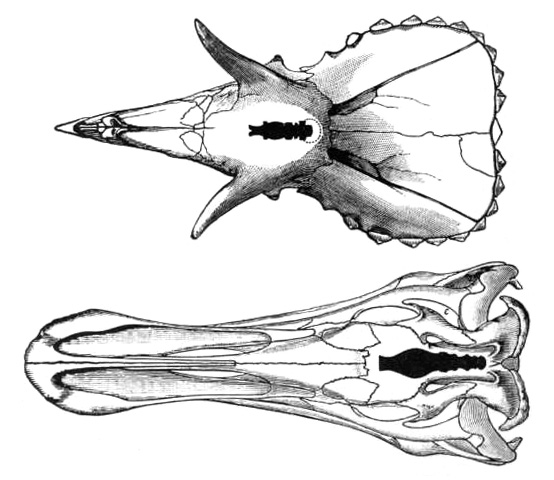
Un grafico del 1905, che mostra le dimensioni del cervello di Triceratops (sopra) in confronto a quello di Edmontosaurus (in basso)

Il cervello dell'Edmontosaurus è stato descritto in diversi documenti ed estratti attraverso lo studio della cavità cranica, in cui il cervello alloggiava. Tramite questo studio si sono potuti studiare le dimensioni e le funzioni principali del cervello di E. annectens e di E. regalis, così come esemplari non identificati per specie. Il cervello di questi animali non era molto grande a confronto con la loro massa corporea e con le loro dimensioni. Lo spazio dov'era contenuto il cervello rappresentava circa un quarto della lunghezza del cranio, e varie endocasti sono stati misurati spostando da 374 millilitri (13 US fl oz) a 450 millilitri (15 US fl oz), non tenendo conto che il cervello possa occupare un minimo del 50% dello spazio del calco, il resto dello spazio era occupato dalla dura madre che circondava il cervello. Ad esempio, il cervello del campione con il calco 374 millilitro si stima di aver avuto un volume cerebrale di 268 millilitri (9 US fl oz). Il cervello era una struttura allungata, e come in altri animali non-mammiferi, era presente la neocorteccia. Come in Stegosaurus il tubo neurale era ampliato nei fianchi, ma non nella stessa misura: lo spazio endosacrale di Stegosaurus aveva 20 volte il volume del suo endocranio, mentre lo spazio endosacrale di Edmontosaurus era solo 2,59 volte più grande in termini di volume.

### Dieta

#### Adattamenti alimentari

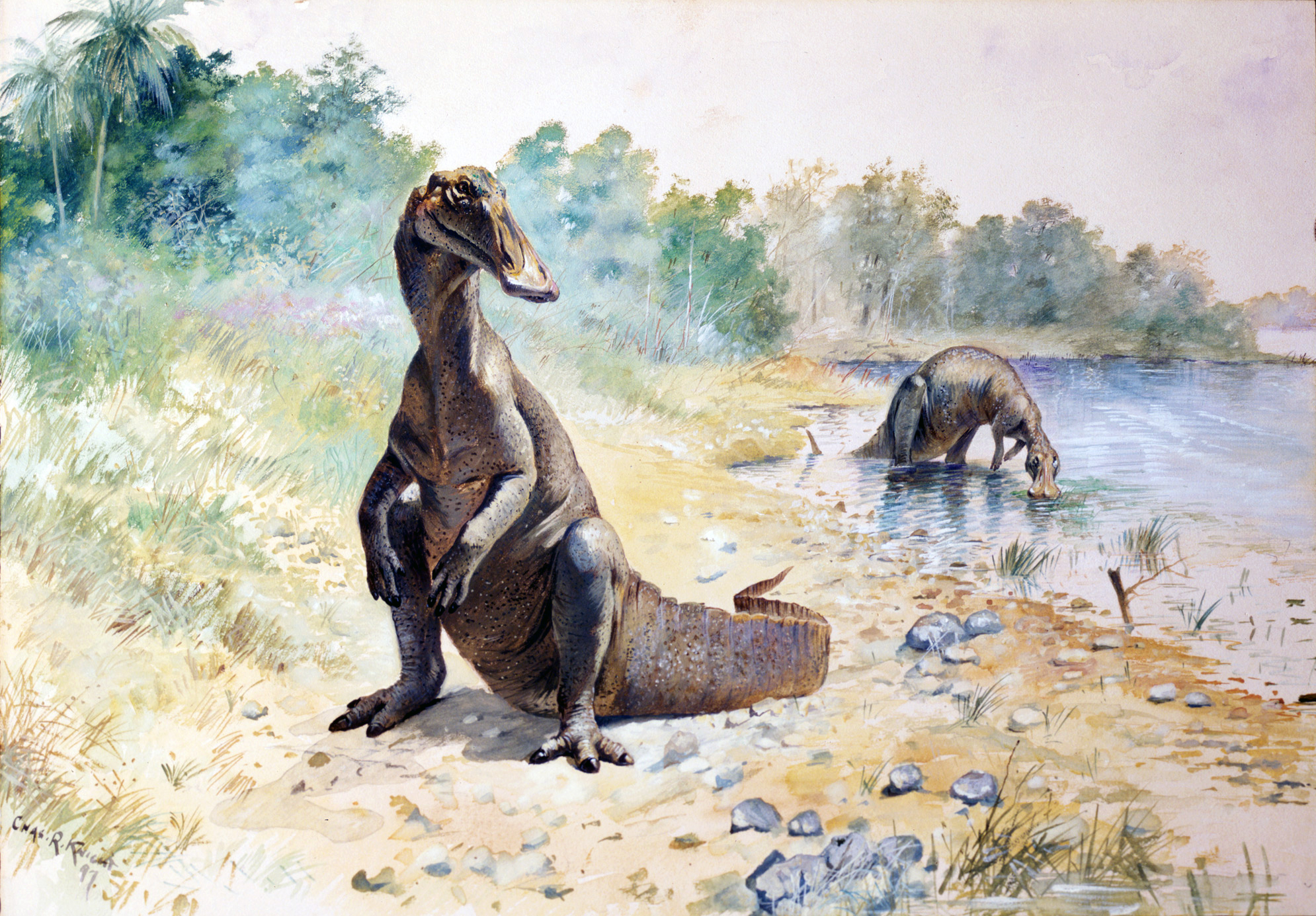
Ricostruzione obsoleta del 1897, di Charles R. Knight di E. annectens (all'epoca "Hadrosaurus mirabilis"), come animali semi-acquatici che con la loro dentatura potevano nutrirsi solo di piante d'acqua dolce, un'idea popolare al tempo ma che ormai è considerata infondata ed errata

Come tutti gli hadrosauridi, l'Edmontosaurus era una grande erbivoro terrestre. I suoi denti erano continuamente sostituiti e ordinati in lunghe batterie dentali che contenevano centinaia di denti, di cui solo una manciata relativa erano in uso in qualsiasi momento. L'animale usava il vasto becco per recidere il cibo, oppure per chiuderlo a tenaglia intorno ai ramoscelli per poi defogliarli completamente. Essendo le batterie dei denti poste nel retro della bocca ciò implica che l'Edmontosaurus e animali simili possedessero guance simili a quelle degli odierni cavalli, la cui funzione era quella di mantenere il cibo in bocca mentre veniva masticato. Grazie alla postura sia quadrupede sia bipede che poteva assumere la portata verticale del cibo che poteva raggiungere l'animale era superiore ai 4 metri (13 ft).
Prima degli anni 1960 e 1970, l'opinione popolare sull'alimentazione degli hadrosauridi, tra cui Edmontosaurus, era che questi fossero animali semi-acquatici e che di conseguenza si cibassero di piante acquatiche. Un esempio fu l'interpretazione del 1970 di William Morris, che osservando un cranio di edmontosaurino mancante dei resti di cheratina sul becco, propose che l'animale avesse una dieta simile a quella delle moderne anatre, che filtrano dall'acqua piccoli invertebrati acquatici come molluschi e crostacei, grazie alla lunga faccia interna a V del becco superiore. Questa interpretazione fu in seguito respinta in quanto i solchi e le creste del becco erano molto più simili a quelle del becco delle tartarughe, rispetto alle strutture flessibili viste negli uccelli filtratori.

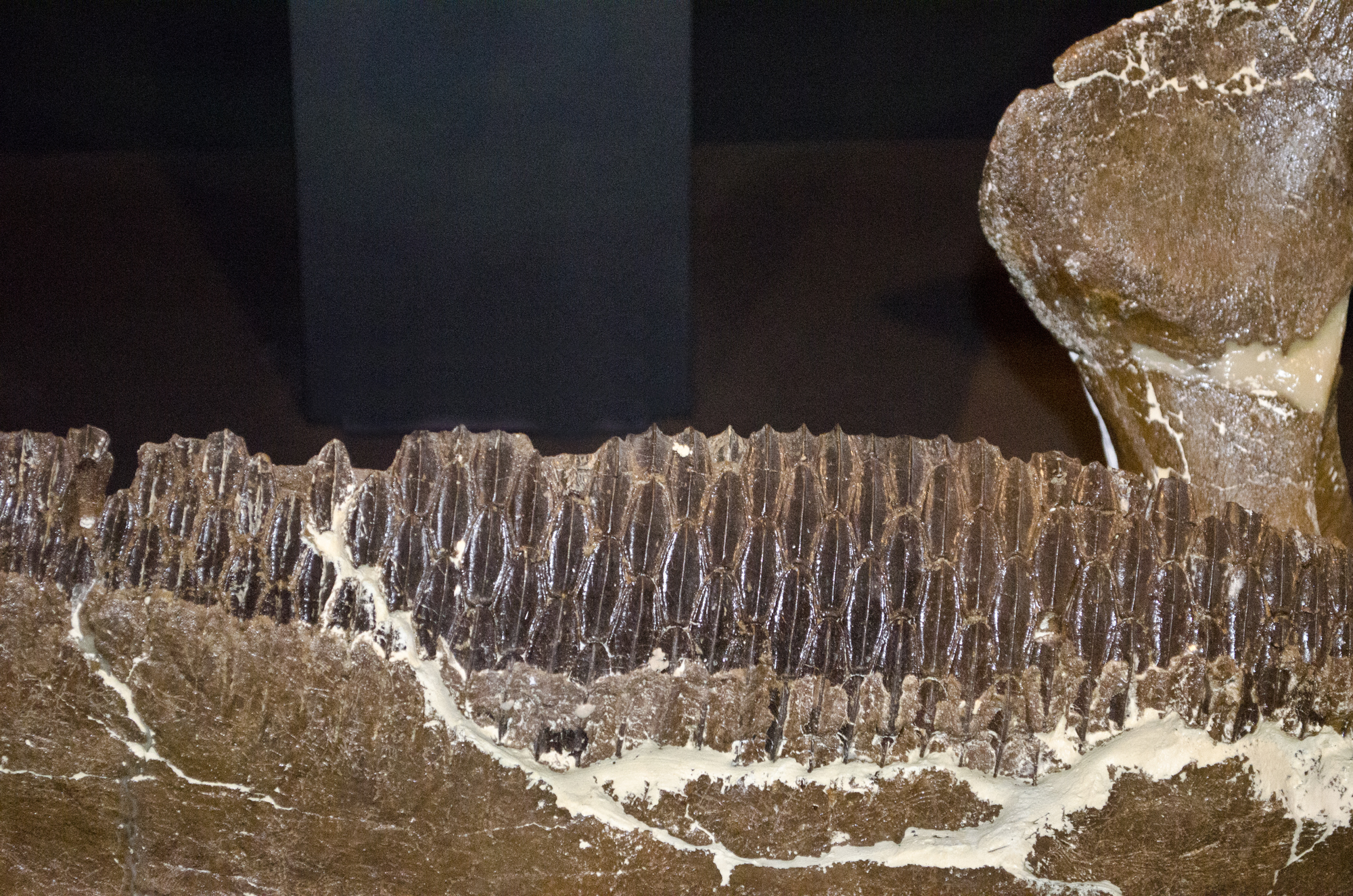
Dettaglio dei denti di Edmontosaurus

Tra la metà del 1980 e il primo decennio degli anni 2000, l'interpretazione prevalente dell'alimentazione degli hadrosauridi si basò molto sul modello proposto, nel 1984, da David B. Weishampel. Egli propose che la struttura del cranio permetteva alla mandibola di compiere un movimento orizzontale e laterale, permettendo così la masticazione. I denti della mascella macinavano il cibo contro i denti della mascella inferiore come raspe, riducendo il materiale vegetale in poltiglia che veniva mantenuto all'interno delle guance. Un tale movimento ricorda la masticazione dei moderni mammiferi, pur realizzando gli effetti in modo completamente diverso. Tuttavia, nel 2008, uno studio di Holliday e Lawrence Witmer ha messo in discussione il modello di Weishampel. Secondo i due scienziati infatti la masticazione negli ornithopodi era impossibilitata dall'assenza di specifici giunti presenti nei mammiferi in grado di masticare, assenti in rettili e uccelli. Tuttavia è stato dimostrato che tali giunti erano presenti sotto forma di cartilagine. Ad avvalorare l'idea di Weishampel sono i graffi presenti sul becco e sui denti dell'animale le cui direzioni fanno pensare ad un determinato tipo di masticazione. Vincent Williams et al. (2009) ha pubblicato un lavoro supplementare sulla microusura dei denti degli hadrosauridi. Gli studi hanno classificato ben quattro classi di graffi sui denti di Edmontosaurus. La classe più comune è stato interpretato come il risultato di un movimento obliquo, e non un semplice movimento su e giù o avanti e dietro, coerentemente con il modello di Weishampel. Questo movimento si pensa sia stato il movimento primario per la macinazione cibo. Due classi di graffi sono stati interpretati come il risultato di movimento in avanti o indietro delle ganasce. L'altra classe era variabile e probabilmente è il risultato dell'apertura delle ganasce. La combinazione dei movimenti è più complesso di quanto si pensasse.

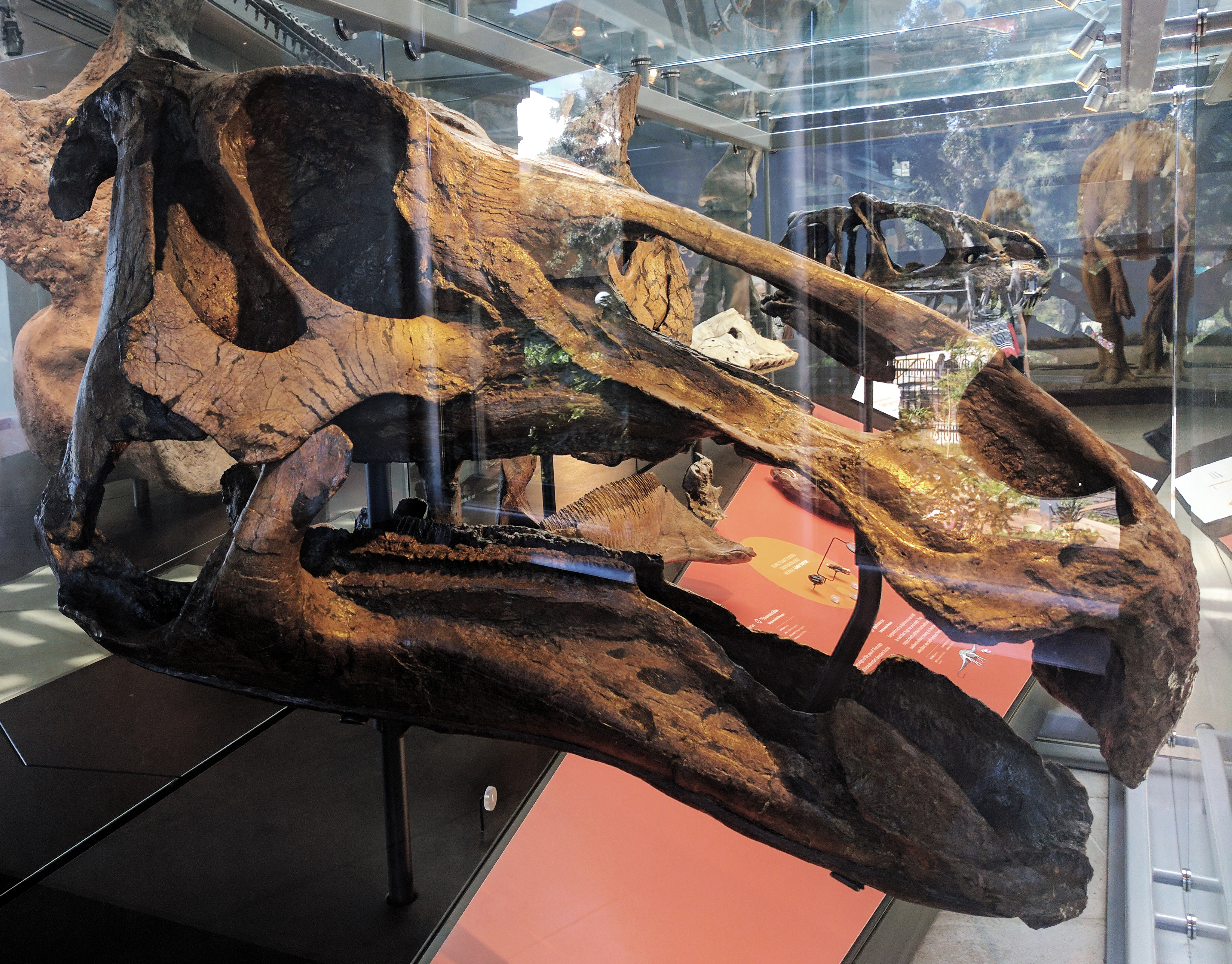
Cranio di E. annectens che conserva la parte cheratinosa del becco (parzialmente rimossa per errore sul lato destro), al Museo di storia naturale di Los Angeles

Weishampel sviluppò il suo modello con l'ausilio di una simulazione al computer. Natalia Rybczynski e colleghi ha aggiornato il lavoro avvalendosi di un modello di animazione tridimensionale molto più sofisticato, grazie alla scansione di un cranio di E. regalis al laser. Grazie a questo metodo sono stati in grado di replicare i movimenti proposti per il loro modello, anche se hanno scoperto che erano necessari ulteriori movimenti secondari tra altre ossa, con separazioni massime di 1,3 a 1,4 centimetri (0,51-,55 a) tra alcune ossa durante il ciclo di masticazione. Rybczynski e colleghi non erano convinti che il modello Weishampel fosse fattibile, ma osservarono che tale sistema permetteva diversi miglioramenti per implementare la loro animazione. I miglioramenti previsti incorporano tessuti molli e graffi e segni sui denti, che dovrebbe meglio vincolato i movimenti. Essi rilevano che ci sono diverse altre ipotesi da testare. Un'ulteriore ricerca, pubblicata nel 2012, di Robin Cuthbertson e colleghi ha scoperto che i movimenti necessari per il modello di Weishampel erano improbabile, e ha favorito un modello in cui i movimenti della mascella inferiore producevano una rettificazione. La congiuntazione della mandibola con la mascella superiore consentirebbe un movimento antero-posteriore insieme alla solita rotazione e articolazione anteriore delle due metà della mascella inferiore consentendo inoltre un movimento; in combinazione, le due metà della mandibola potrebbe muoversi leggermente avanti e indietro e ruotando leggermente lungo i loro lunghi assi. Questi movimenti potrebbero spiegare l'usura dei denti osservati e un cranio più solidamente costruito del modello di Weishampel.
Poiché i graffi dominano la trama della microusura dei denti, Williams et al. ha suggerito che tali segni fossero procurati da ciò che l'animale mangiava, suggerendo che l'Edmontosaurus fosse un animale da pascolo anziché un animale che si nutre di arbusti, che avrebbe invece procurato meno graffi sui denti dovuti al consumo di materiali meno abrasivi. I candidati per le abrasioni dei denti sono la silice, presente in piante come l'Equisetum e nel suolo che talvolta poteva essere ingerito per errore dall'animale quando brucava dal suolo. Tuttavia la struttura dei denti è più indicata per l'atto di affettare e macinare.
La scoperta di gastroliti, e/o pietre nello stomaco dell'hadrosauride Claosaurus sono in realtà basate su una probabile doppia errata identificazione. In primo luogo, il campione è in realtà un esemplare di E. annectens. Barnum Brown, che scoprì il campione nel 1900, si riferiva ad esso come Claosaurus agilis poiché all'epoca si pensava che l'E. annectens fosse solo una specie di Claosaurus. Inoltre, è più probabile che i presunti gastroliti rappresentino ghiaia inglobata nel fossile durante la fossilizzazione.

#### Contenuto intestinale

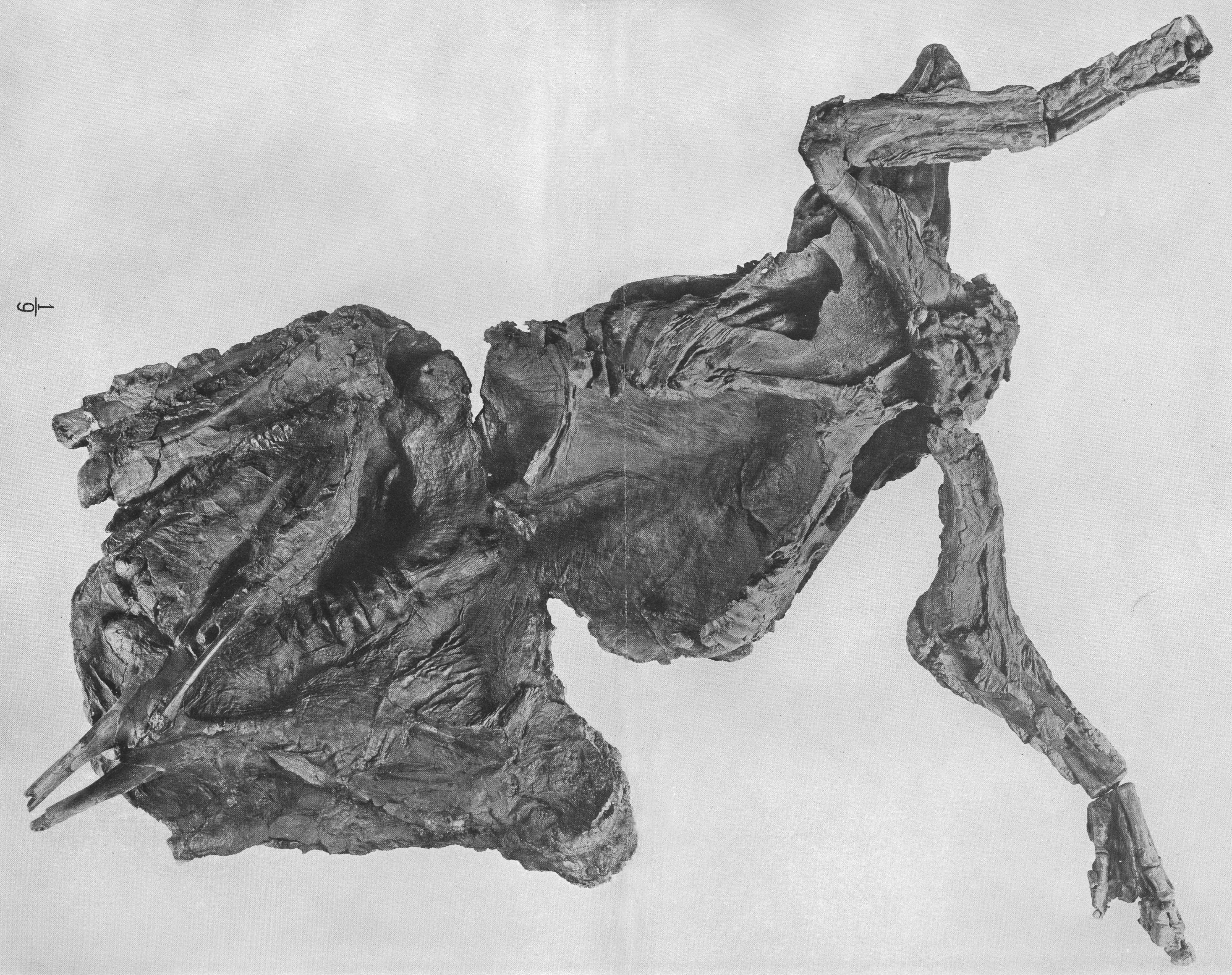
Il possibile contenuto intestinale di Edmontosaurus è stato riportato dall'esemplare "mummia di Trachodon", ora esposta all'American Museum of Natural History, ma non è mai stato descritto

Entrambi i campioni "mummia" raccolti dagli Sternbergs, potrebbero effettivamente contenere dei possibile contenuti intestinali. Charles H. Sternberg segnalò la presenza di contenuti intestinali carbonizzati presso l'esemplare esposto all'American Museum of Natural History, ma tale materiale non è ancora stato descritto. Al contrario, il contenuto intestinale dell'esemplare "mummia" presso il Senckenberg Museum, è stato descritto ma si è dimostrato di difficile interpretazione. Le piante ritrovate nella carcassa includevano aghi delle conifera Cunninghamites elegans, rametti di conifere e alberi latifoglie e numerosi piccoli semi e/o frutti. La loro descrizione nel 1922, è stata oggetto di dibattito nel giornale di lingua tedesca Paläontologische Zeitschrift. Kräusel, che ha descrisse il materiale, interpretò il contenuto intestinale degli animali, mentre Abel non poteva escludere che le piante si fossero insediate nella carcassa dopo la morte dell'animale.
A quel tempo, si credeva ancora che gli hadrosauridi fossero animali acquatici, e Kräusel non mancò di far notare che tale scoperta non metteva in discussione il fatto che gli hadrosauridi mangiassero anche piante acquatiche. La scoperta di possibili contenuti intestinali, ebbe un impatto minore nei circoli scientifici inglesi, dove non se ne fece menzione per anni tranne che per un breve accenno nella dicotomia acquatica terrestre, finché non venne ripresa da John Ostrom nel corso di un articolo scientifico per rivalutare la vecchia interpretazione dello stile di vita degli hadrosauridi. Ostrom, invece di cercare di adattare la scoperta alla vecchia teoria degli animali acquatici, lo usò proprio per eliminare tale credenza usandola come prova per asserire che gli hadrosauridi erano erbivori terrestri. Anche se la sua interpretazione sugli hadrosauridi come animali terrestri è stata completamente accettata, i fossili vegetali di Senckenberg rimangono equivocati. Kenneth Carpenter suggerì che essi possono effettivamente rappresentare il contenuto intestinale di un animale morto di fame, invece che la tipica dieta dell'animale stesso. Altri autori hanno notato che, poiché i fossili vegetali sono stati rimossi dal loro contesto originale nel campione, non è più possibile seguire il lavoro originale, lasciando aperta la possibilità che le piante si possano essere fossilizzate con l'animale ma che non facessero parte della sua dieta.

### Locomozione

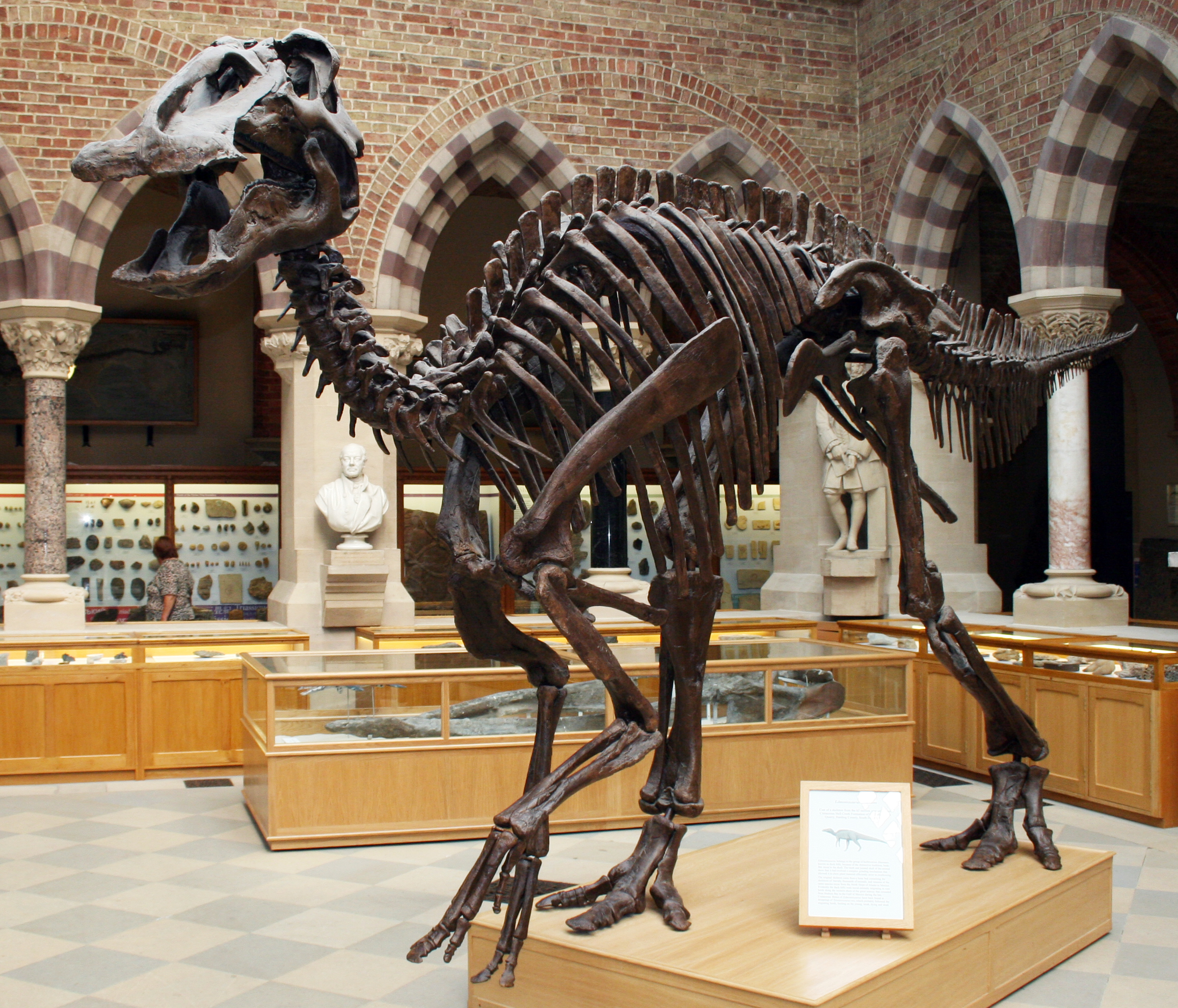
Scheletro montato di E. annectens, in posizione quadrupede

Come tutti gli altri hadrosauridi, si pensa che anche l'Edmontosaurus fosse un bipede facoltativo, nel senso che durante la vita si spostava prevalentemente su quattro zampe ma in caso di necessità potesse deambulare velocemente anche sulle due zampe posteriori. Probabilmente l'andatura quadrupede era un movimento lento usata dall'animale mentre si nutriva, mentre l'andatura bipede veniva usata durante la corsa magari per sfuggire ai predatori. Una ricerca del 2007, condotta grazie a dei modelli al computer suggerisce che l'Edmontosaurus, in posizione bipede, poteva raggiungere una velocità di ben 45 km/h (28 mph). Ulteriori simulazioni al computer, utilizzando come modello degli esemplari subadulti del peso di 715 kg (1.576 lb), ha dimostrato che l'animale poteva correre in posizione bipede, andare al trotto, al passo o in una semplice andatura piede simmetrica, o anche spostarsi a galoppo. I ricercatori hanno scoperto con sorpresa che l'andatura più veloce dell'animale era data dal saltellamento dell'animale (in maniera simile ad un canguro) raggiungendo una massima velocità di 17,3 metri al secondo (62 km / h; 39 mph)), ma tale modello è piuttosto improbabile vista la mole dell'animale e l'assenza di impronte di questo tipo di locomozione, ed è stato interpretato come un'imprecisione della loro simulazione. Probabilmente, le andature più veloci erano la galoppata con cui potevano raggiungere una velocità massima di 15,7 metri al secondo (57 km/h) e la corsa bipede con una velocità massima di 14,0 metri al secondo (50 km/h).
Mentre oggi sappiamo che gli hadrosauridi erano animali prettamente terrestri, per lungo tempo si è pensato che questi animali fossero acquatici o semi-acquatici. Tuttavia questi animali non erano affatto equipaggiati al nuoto come altri dinosauri (in particolare i teropodi, che una volta si pensava fossero in grado di inseguire le loro prede anche in acqua). Le mani degli hadrosauridi avevano dita corte e sottili, rendendo i loro arti anteriori inefficaci per il nuoto e la coda era rigida ai movimenti laterali rendendola inutile alla propulsione acquatica. È possibile che durante gli spostamenti questi animali attraversassero corsi d'acqua, come fanno gnu e zebre durante le migrazioni, ma in questo caso è più probabile che si servissero delle forti zampe posteriori per nuotare.

### Studi isotopici

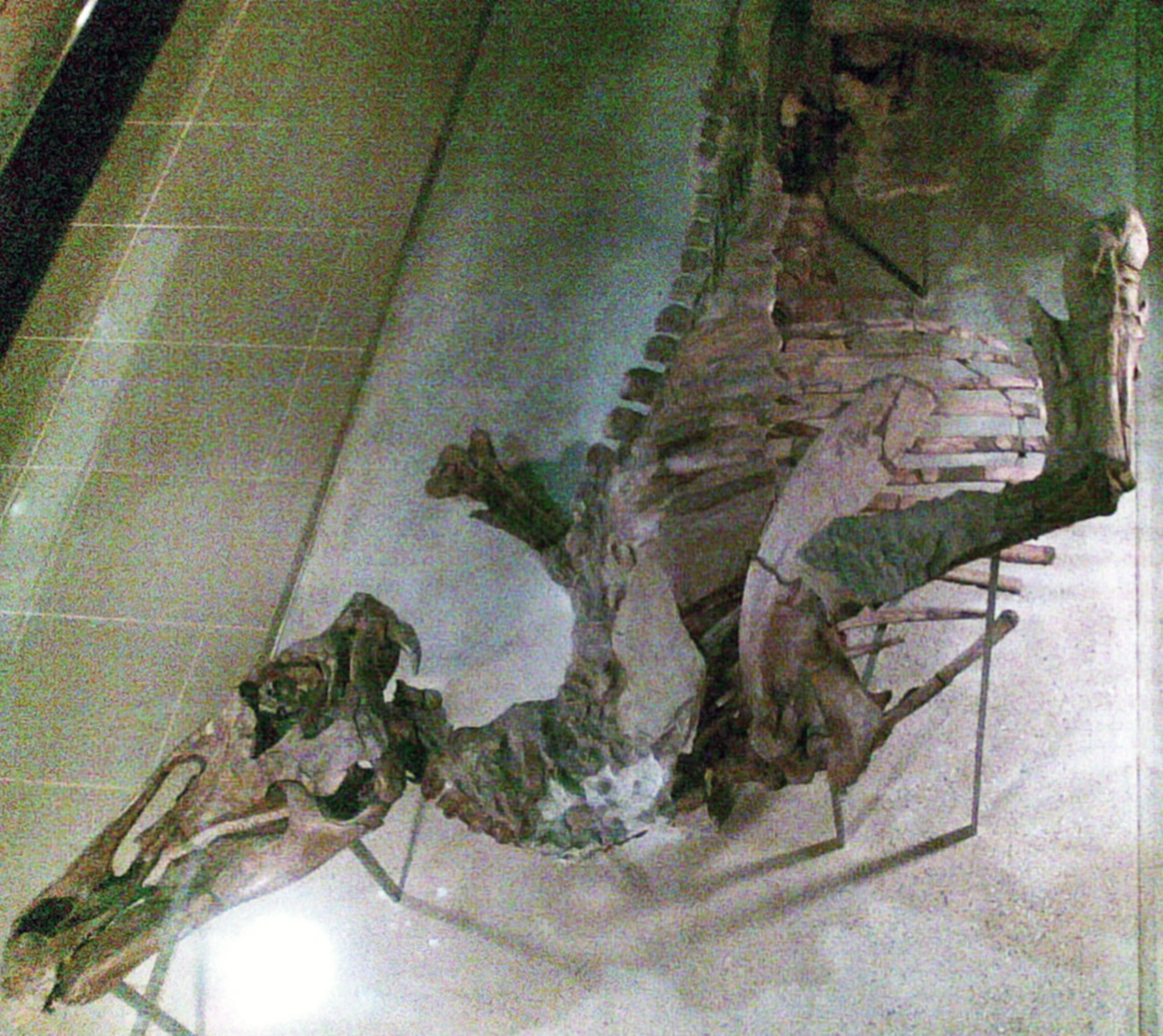
L'esemplare di Senckenberg, al Senckenberg Museum

La dieta e la fisiologia dell'Edmontosaurus sono stati studiati utilizzando isotopi stabili di carbonio e ossigeno ritrovati nello smalto dei denti. Durante attività come mangiare, bere e respirare, l'animale aspira carbonio e ossigeno, che vengono incorporati nel tessuto osseo dell'organismo. Gli isotopi di questi due elementi sono determinati da vari fattori interni ed esterni, quali il tipo di cibo di cui si nutrivano, la fisiologia dell'animale, la salinità e il clima. Se i rapporti isotopici dei fossili non sono alterati dalla fossilizzazione o da successive modifiche, possono essere studiati per stabilire come l'animale viveva; gli animali a sangue caldo avranno una composizioni isotopica diversa in base al loro ambiente, ciò di cui si nutrono gli animali e il processo con cui digeriscono tali alimenti sono tutti dati estrapolabili dalla composizione isotopica. Lo smalto dei denti viene tipicamente usato perché è la struttura che si deteriora di meno durante la fossilizzazione.
Nel 2004, Kathryn Thomas e Sandra Carlson hanno portato avanti uno studio sugli isotopi stabili di questi animali utilizzando i denti dalla mandibola superiore di tre individui interpretati come un esemplare minore, subadulto e adulto, recuperati in un letto d'ossa nella Formazione Hell Creek, nella Contea di Corson, Dakota del Sud. Da questo studio si è scoperto che i denti degli edmontosaurini si formassero in meno di 0,65 anni, leggermente più velocemente negli edmontosaurini più giovani. I denti di tutti e tre i soggetti sembravano mostrare variazioni in rapporti di isotopi di ossigeno che potrebbe corrispondere a variazioni di clima che andavano dal caldo asciutto al fresco e periodi umidi; ciò ha fatto supporre a Thomas e Carlson che gli animali stessero migrando, ma una successiva interpretazione ha favorito l'ipotesi che tale cambiamento fosse favorito dalle variazioni stagionali locali, inoltre se l'ipotesi della migrazione fosse esatta i cambiamenti di isotopi sarebbero più omogenei, difatti gli animali migrano per rimanere entro intervalli di temperatura specifici, o vicino a particolari fonti di cibo.
Gli edmontosaurini mostrato valori isotopici arricchiti di carbonio, che nei mammiferi moderni indica una dieta mista a base di piante C3 (la maggior parte delle piante) e piante C4 (erbe); tuttavia, la categoria di piante C4 era estremamente rara, nel Cretaceo superiore. Thomas e Carlson hanno in seguito proposto una diversa ipotesi, affermando che più probabile la dieta di questi animali consisteva principalmente in gimnosperme, consumando le piante al sale presenti nelle zone costiere adiacenti al Mare interno occidentale, e una differenza fisiologica tra dinosauri e mammiferi. Una combinazione dei due fattori è inoltre possibile.

### Paleopatologia
Nel 2003, si sono trovate le tracce di diversi tumori, tra cui emangiomi, fibroma desmoplastico, metastasi e osteoblastoma, in alcune ossa di Edmontosaurus. Lo studioso Rothschild et al. ha condotto uno studio sui tumori ossei nelle vertebre di alcuni dinosauri grazie ad una tomografia computerizzata e al fluoroscopio. Molti altri dinosauri, tra cui gli hadrosauridi Brachylophosaurus, Gilmoreosaurus e Bactrosaurus hanno dato risultati positivi ai test. Sebbene siano stati studiati ben più di 10.000 fossili per trovare patologie di questo tipo, i tumori sono stati limitati al genere Edmontosaurus e a generi strettamente correlati. I tumori possono anche essere stati causati da fattori ambientali o propensione genetica.
L'osteocondrosi, formazione bolle superficiali ossee in luoghi dove le ossa articolavano, sono state ritrovate in alcuni fossili di Edmontosaurus. Questa condizione, causata dalla cartilagine che non viene sostituita dal tessuto osseo durante la crescita, è risultato essere presente nel 2,2% dei 224 delle ossa dei piedi degli Edmontosaurus. La causa di fondo di questa condizione è sconosciuta. La predisposizione genetica, i traumi, un'intensa alimentazione, l'alterazioni nella fornitura di sangue, eccesso di ormoni della tiroide e le carenze in diversi fattori di crescita sono tutte ipotesi proposte a questo fenomeno. Tra i dinosauri, l'osteocondrosi (come i tumori) è più comune negli hadrosauridi.

#### Predazione dei teropodi

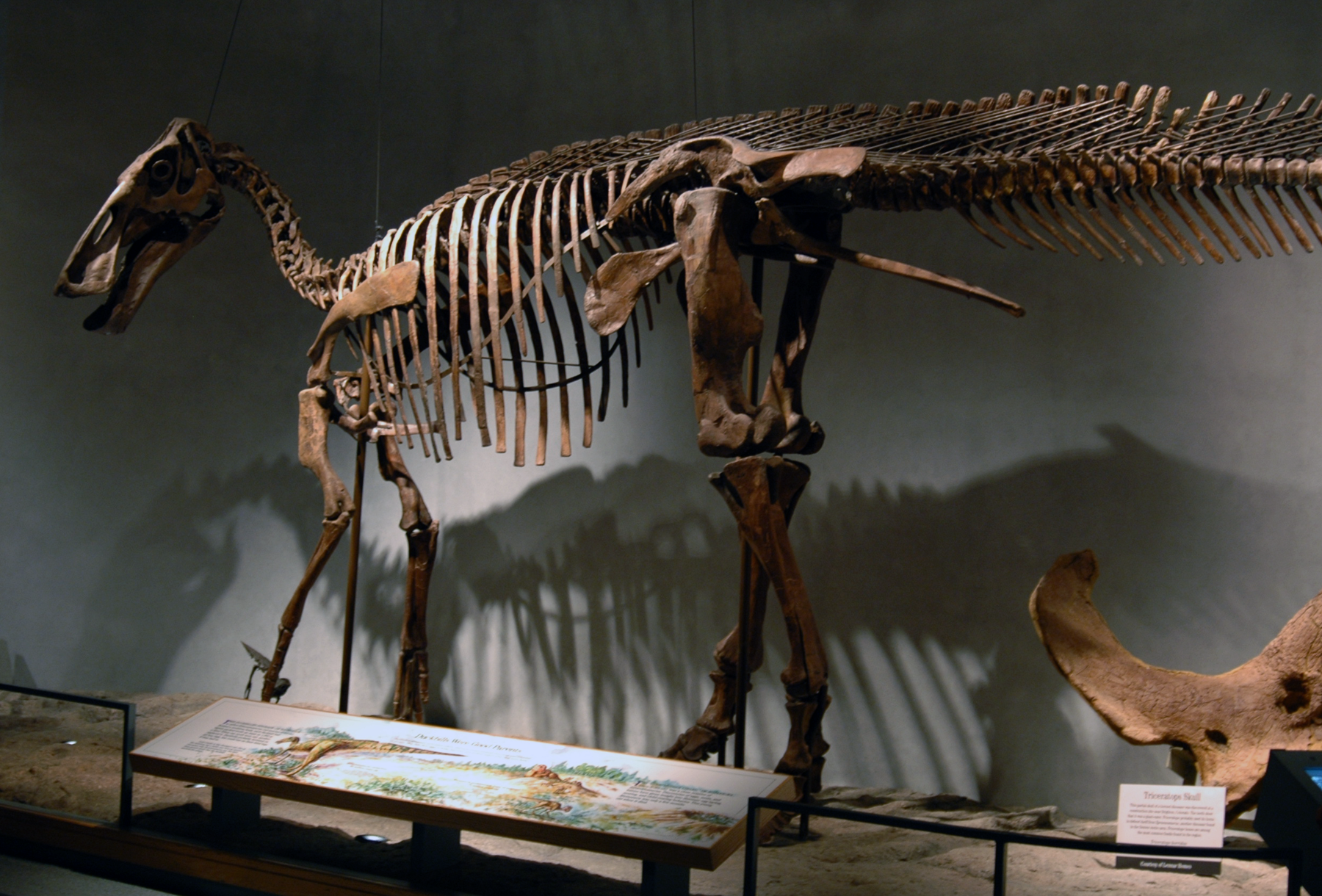
Le vertebre della coda danneggiate dello scheletro di questo E. annectens (esposto al Denver Museum of Nature and Science) indicano un'aggressione da parte di un Tyrannosaurus

L'Edmontosaurus, o meglio la specie E. annectens visse nello stesso periodo e negli stessi luoghi del tirannosauride Tyrannosaurus e un esemplare adulto di E. annectens, in mostra al Denver Museum of Nature and Science, mostra segni di morsi di un teropode sulla coda, dimostrando una relazione di predatore e preda tra i due animali. Contando dai fianchi, dalla tredicesima alla diciassettesima vertebra caudale vi sono profondi segni di morsi in linea orizzontale che puntano verso la parte posteriore dell'animale. Parte della colonna vertebrale è stata tranciata via, e la parte rimanente sì è deformata; Vi sono ben tre punti in cui sono visibili i segni dei denti. Quando l'animale si muoveva la coda rimaneva a circa 2,9 metri (9,5 ft) da terra e vi è solo un teropode della stessa formazione geologica abbastanza alto per fare un danno simile, ossia il Tyrannosaurus. Le ossa sono parzialmente guarite, tuttavia suggeriscono che l'Edmontosaurus sopravvisse all'attacco ma morendo poco tempo dopo, infatti le ossa mostrano segni di un'infezione ossea. Studiando il campione il paleontologo Kenneth Carpenter ha notato che l'animale presentava una frattura guarita sul fianco sinistro, precedente all'attacco poiché era più completamente guarita. Probabilmente il Tyrannosaurus aveva scelto l'esemplare perché zoppicava a causa di tale infortunio, ma riuscì a scampare all'attacco riuscendo a correre più velocemente del suo aggressore, ma è stato morso alla coda nel tentativo di scappare o di usare la sua coda per difendersi.
Un altro esemplare di E. annectens, lungo circa 7,6 metri (25 piedi), ritrovato nel South Dakota, mostra dei segni di denti di piccoli teropodi sulla sua mascella inferiore. Alcuni dei segni erano parzialmente guariti. Secondo Michael Triebold l'Edmontosaurus era stato attaccato da dei piccoli teropodi che lo avevano morso alla gola; l'animale sarebbe sopravvissuto all'attacco iniziale ma sarebbe deceduto in seguito a causa delle ferite subite. Alcune ossa di Edmontosaurus, ritrovate in alcuni letti d'ossa, sono state oggetto di saprofagia, da parte di teropodi come Albertosaurus e Saurornitholestes, i cui segni dei denti sono comuni nei letti d'ossa dell'Alberta, e Daspletosaurus che si nutriva sia di carcasse sia di esemplari vivi di Edmontosaurus e dell'hadrosauride Saurolophus, sempre in Alberta.

### Comportamenti sociali
Le prove di un comportamento sociali di questi animali vengono dai grandi letti d'ossa spesso saturi di ossa di Edmontosaurus, e tali resti vengono in genere usati come prova del comportamento sociale degli hadrosauridi in generale. Nel 2007 sono state identificate ben tre letti d'ossa contenenti resti di Edmontosaurus in Alberta (Formazione Horseshoe Canyon), in Dakota del Sud (Formazione Hell Creek) e in Wyoming (Formazione Lance). Il letto d'ossa della Formazione Lance in particolare si estende per più un chilometro quadrato, anche se i resti di Edmontosaurus sono perlopiù concentrati in 40 ettari (0.15 sq mi), nella sottosezione di questo sito. Si stima che resti dissociati appartenenti dai 10.000 ai 25.000 esemplari di Edmontosaurus siano tutti concentrati in questa formazione.
A differenza di molti altri hadrosauridi, l'Edmontosaurus mancava di una cresta ossea. Tuttavia ciò non esclude la presenza di tessuti molli ornamentali sul cranio. Difatti le ossa intorno alle aperture nasali avevano profonde rientranze che le circondavano, e questa coppia di cellette potrebbe aver fornito l'aggancio a due sacche di pelle gonfiabili, che l'animale avrebbe potuto gonfiare a piacimento come segnale uditivo o visivo, in una struttura nasale simile a quella dell'odierna foca dal cappuccio. L'Edmontosaurus potrebbe essere stato dimorfico, con esemplari più robusti e altri più esili, ma non è possibile stabilire se ciò è legato ad un qualche tipo di dimorfismo sessuale.
Secondo alcuni inoltre l'Edmontosaurus potrebbe essere stato a tutti gli effetti un animale migratore. Nel 2008, alcuni studi, condotti da Phil R. Bell e Eric Snively, hanno revisionato le attitudini migratorie di questi animali e hanno proposto che l'E. regalis era capace di una migrazione annuale di ben 2.600 chilometri (1.600 miglia), andata e ritorno, in quanto aveva un efficace metabolismo e una veloce deposizione del grasso. Un viaggio del genere avrebbe richiesto una velocità da 2 a 10 chilometri all'ora (da 1 a 6 mph), e lo avrebbe portato dall'Alaska all'Alberta. In contrasto con Bell e Snively, vi sono gli studi di Anusuya Chinsamy e colleghi che hanno concluso da uno studio sulla microstruttura delle ossa degli Edmontosaurus polari, che quest'ultimi svernavano.

## Paleoecologia
L'Edmontosaurus possedeva un ampio areale sia geografico sia temporale. I suoi fossili si possono essere classificati in base all'età della formazione in cui sono stati ritrovati: i più antichi vengono dalla Formazione Horseshoe e dalla Formazione S. Mary River, mentre i più recenti vengono dalla Formazione Frenchman, dalla Formazione Hell Creek e dalla Formazioni Lance. L'intervallo di tempo coperto dalla Formazione Horseshoe alla Formazione Hell Creek è anche conosciuto come Edmontonian, e l'intervallo di tempo coperto dalle unità più giovani è anche conosciuto come Lancian. Gli intervalli di tempo Edmontonian e Lancian avevano distinte faune.

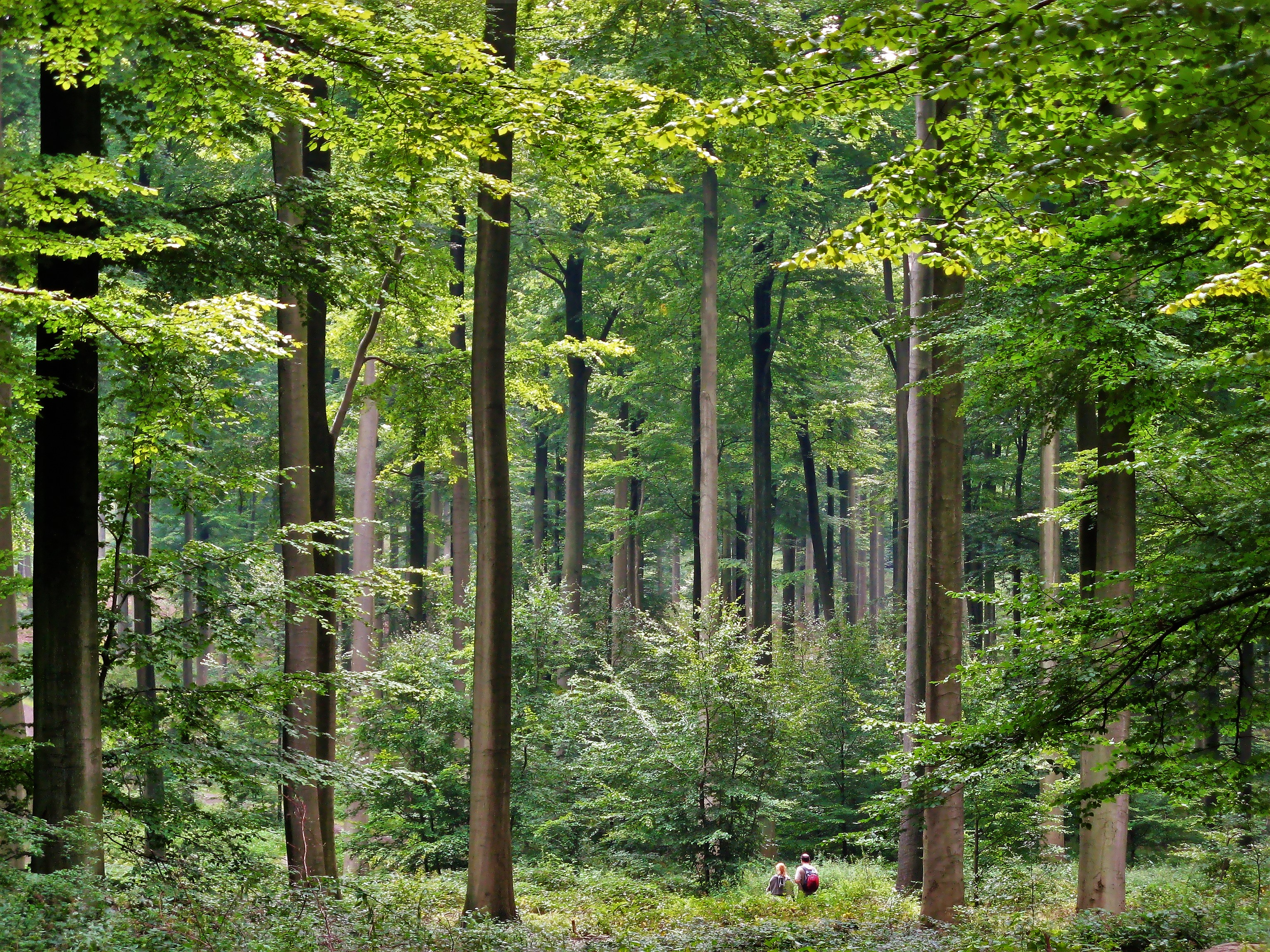
Le piante dominanti che caratterizzavano la Formazione Hell Creek da cui provengono parte dei fossili di E. annectens, erano le piante da fiore e le conifere

Sebbene l'età dell'Edmontonian è iniziata prima dell'apparizione dell'Edmontosaurus regalis nei reperti fossili, essa è esclusiva della prima età del Maastrichtiano, mentre nella Formazione Horseshoe è durata maggiormente. La deposizione di tale formazione è iniziata circa 75 milioni di anni fa, alla fine del Campaniano, e si è concluso tra i 68,0 e il 65,0 milioni di anni fa. L'Edmontosaurus regalis è conosciuto dai livelli più bassi di cinque unità all'interno della Formazione Horseshoe ma è assente dal secondo livello verso l'alto, rappresentando ben tre quarti dei campioni di dinosauro provenienti dai calanchi vicino a Drumheller, in Alberta.
L'intervallo di tempo Lancian era l'ultimo intervallo prima che l'evento dell'estinzione Cretaceo-Paleogene sterminasse tutti i dinosauri non-aviari. L'Edmontosaurus era una dei dinosauri erbivori più comuni durante questo periodo. Robert Bakker afferma che un settimo dei campioni di dinosauro di grandi dimensioni erbivori appartengono a Edmontosaurus, superato in numero dal più comune Triceratops. La pianura costiera dove vivevano sia i Triceratops sia gli Edmontosaurus, (sebbene i Triceratops fossero in maggioranza) si estendeva dal Colorado al Saskatchewan.
L'habitat della Formazione Lance, come dimostrato da diversi fossili scoperti in 100 chilometri (62 miglia) a nord di Fort Laramie nel Wyoming orientale, era costituita in prevalenza da un bayou, molto simile a quello delle pianure costiere della moderna Louisiana. La formazione si trovava vicino ad un grande delta rispetto all'impostazione di deposizione della Formazione Hell Creek a nord che in confronto riceveva meno sedimenti. Conifere tropicali del tipo araucarian e palme componevano il paesaggio della formazione, differenziando la flora dalla pianura costiera settentrionale. Il clima era umido e subtropicale, con conifere, palme nane, felci nelle paludi e conifere come il frassino, leccio e arbusti nelle foreste. La piccola fauna del sottobosco pullulava di pesci d'acqua dolce, salamandre, tartarughe, lucertole, serpenti, uccelli limicoli e piccoli mammiferi. I piccoli dinosauri non sono molto noti in così grande di abbondanza come nelle rocce di Hell Creek, ma il Thescelosaurus neglectus un piccolo erbivoro bipede, sembra essere stato piuttosto comune, mentre il Triceratops rappresentava l'erbivoro dominante del territorio.

## Nella cultura di massa
Grazie all'enorme abbondanza di fossili ritrovati l'Edmontosaurus è uno dei dinosauri meglio conosciuti dai paleontologi che hanno di conseguenza potuto ricostruire la sua intera ecologia, dal modo in ci si muoveva a quello in cui si alimentava. Per questo è stato protagonista di diversi documentari, serie tv e speciali sui dinosauri. Le sue prime apparizioni ufficiali avvengono nei documentari Nel mondo dei dinosauri e L'impero dei dinosauri dove però viene erroneamente chiamato Anatotitan o Anatotitano.
Altre sue apparizioni avvengono nei documentari: Planet Dinosaur dove un branco di E. annectens vengono attaccati da un gruppo di Troodon giganti dell'Alaska; La specie E. regalis fa, invece, un'apparizione nel film del 2013 A spasso con i dinosauri dove però è sprovvisto di cresta così come nel film documentario del 2011 La marcia dei dinosauri dove il protagonista è un giovane esemplare di nome Sfregio, che deve sopravvivere alla dura migrazione dei suoi simili.
Un'immagine promozionale di un E. regalis (nuovamente con l'errore anatomico privo di cresta) è apparsa sul sito promozionale di Jurassic World, ma l'animale non è comparso nel film definitivo se non con un breve cameo in una scena eliminata. In passato era brevemente apparso uno scheletro di questo animale tra le carcasse sparse nel nido dei T. rex ne Il mondo perduto - Jurassic Park (1997).
L'Edmontosaurus e alcuni Adrosauri simili a lui, come il Secernosaurus, appaiono nel Documentario Il pianeta preistorico.